# Vila olímpica

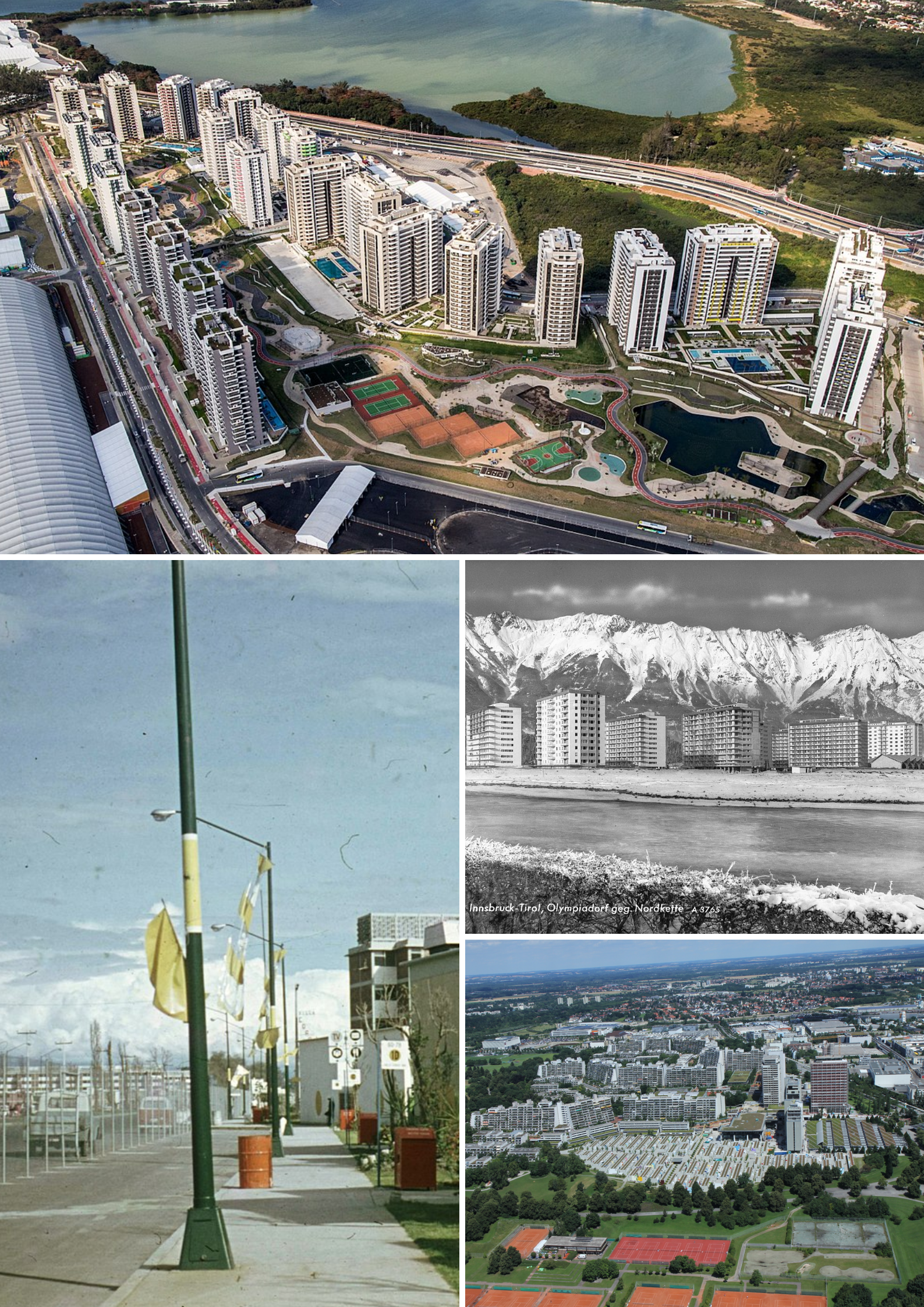
No sentido horário a partir do topo: vilas olímpicas do Rio de Janeiro, Innsbruck, Munique e Cidade do México.

Uma Vila Olímpica é um complexo de prédios construídos geralmente num Parque Olímpico e que abriga as delegações dos Comitês Olímpicos Nacionais participantes de uma edição de Jogos Olímpicos.
Um vilarejo olímpico é uma infraestrutura criada para os Jogos Olímpicos ou reafetada para este evento, situada na cidade que os acolhe ou nas proximidades, para alojar todas as delegações num mesmo local. É criado para facilitar o cumprimento da regra instaurada em 1923 segundo a qual "o comitê organizador dos Jogos Olímpicos é obrigado a fornecer aos atletas alojamento, objetos de dormir e alimentação, a um preço fixo que deve ser previamente estabelecido por cabeça e por dia". As reflexões ao longo das preparações dos diferentes jogos incidiram, nomeadamente, como outras infraestruturas, sobre o custo deste vilarejo, a sua reutilização e, mais recentemente, o seu caráter ecológico.

## Conceito
O vilarejo olímpico acolhe todos os atletas que participam nos Jogos Olímpicos durante a duração deste evento, aproximadamente três semanas. Os atletas são agrupados por esporte e por país. Em alguns Jogos, há vários vilarejos olímpicos: por exemplo, nos Jogos Olímpicos de Inverno de 2018, havia um vilarejo olímpico na costa e outro nas montanhas. O comitê internacional olímpico afirma que se trata de um elemento crucial dos Jogos, argumentando que uma infraestrutura de má qualidade prejudica um ou mais eventos, mas que um vilarejo olímpico mal organizado prejudica todo o conjunto dos Jogos.
Quatro grandes categorias de vilarejos olímpicos são identificáveis: a utilização de hotéis e outros alojamentos existentes, a construção de um novo bairro, a utilização de vários vilarejos autônomos e, mais recentemente, alguns vilarejos olímpicos em número reduzido e agrupando o maior número possível de provas. A expressão "vilarejo olímpico" é utilizada oficialmente pela primeira vez em um texto do COI em 1949.
Um vilarejo olímpico é uma infraestrutura criada para os Jogos Olímpicos ou reafetada para este evento, situada na cidade que os acolhe ou nas proximidades, para alojar todas as delegações num mesmo local.
O vilarejo olímpico é criado para facilitar o cumprimento da regra instaurada em 1923 segundo a qual "o comitê organizador dos Jogos Olímpicos é obrigado a fornecer aos atletas alojamento, objetos de dormir e alimentação, a um preço fixo que deve ser previamente estabelecido por cabeça e por dia". As reflexões ao longo das preparações dos diferentes jogos incidiram, nomeadamente, como outras infraestruturas, sobre o custo deste vilarejo, a sua reutilização e, mais recentemente, o seu caráter ecológico.
 O vilarejo olímpico acolhe todos os atletas que participam nos Jogos Olímpicos durante a duração deste evento, aproximadamente três semanas. Os atletas são agrupados por esporte e por país. Em alguns Jogos, há vários vilarejos olímpicos: por exemplo, nos Jogos Olímpicos de Inverno de 2018, havia um vilarejo olímpico na costa e outro nas montanhas. O comitê internacional olímpico afirma que se trata de um elemento crucial dos Jogos, argumentando que uma infraestrutura de má qualidade prejudica um ou mais eventos, mas que um vilarejo olímpico mal organizado prejudica todo o conjunto dos Jogos.
Quatro grandes categorias de vilarejos olímpicos são identificáveis: a utilização de hotéis e outros alojamentos existentes, a construção de um novo bairro, a utilização de vários vilarejos autônomos e, mais recentemente, alguns vilarejos olímpicos em número reduzido e agrupando o maior número possível de provas. A expressão "vilarejo olímpico" é utilizada oficialmente pela primeira vez em um texto do COI em 1949.

## História
Pierre de Coubertin, criador dos Jogos Olímpicos modernos e fundador do Comitê Olímpico Internacional, idealizou a primeira Vila Olímpica para os parisienses de 1924. Inicialmente, seriam vilas temporárias que ofereceriam acomodações  para os atletas, porém tornaram-se projetos permanentes após os Jogos de Helsinque em 1952. Atualmente as vilas começaram a reverberar a ideologia e e patrimônio histórico/cultural das cidades-sede, focando em sustentabilidade e revitalização urbana (gentrificaçao) em suas últimas edições, no final do século XX e início do século XXI.
Após o Massacre de Munique em 1972 houve uma preocupação maior com segurança, devido o ataque terrorista que afligiu esta edição dos JO. Hoje, as vilas são lugares extremamente controlados, com acessos somente para atletas e comitivas, com áreas para treinos, mercados, cabeleireiros, dentre outros serviços.
O impacto e legado das vilas é avaliado postumamente, de 10 a 20 anos pós JO sendo avaliadas as moradias sociais, melhorias na infraestrutura de transporte, hotelaria e da função da área do em torno das vilas.
Quatro grandes categorias de vilarejos olímpicos são identificáveis: a utilização de hotéis e outros alojamentos existentes, a construção de um novo bairro, a utilização de vários vilarejos autônomos e, mais recentemente, alguns vilarejos olímpicos em número reduzido e agrupando o maior número possível de provas. A expressão "vilarejo olímpico" é utilizada oficialmente pela primeira vez em um texto do COI em 1949.

## Características
Essa infraestrutura de vilarejo para os atletas foi por muito tempo concebida para permanecer uma infraestrutura temporária, durante o tempo dos jogos. O primeiro vilarejo olímpico com vocação permanente foi criado nos Jogos Olímpicos de Verão de 1952 em Helsinque, na Finlândia. Após a tomada de reféns nos Jogos Olímpicos de Munique no verão de 1972, os acessos aos vilarejos se tornaram sensivelmente mais seguros. A partir dos Jogos Olímpicos de Verão de 1996 em Atlanta, a ecologia foi apresentada como uma prioridade dos projetos de vilarejos, com mais ou menos esforços concretos.
- Interesse para os Organizadores

Nos Jogos Olímpicos de Verão de 1924, foi adicionada às Regras Gerais Técnicas dos Jogos a menção de que "O comitê organizador dos Jogos Olímpicos é obrigado a fornecer aos atletas alojamento, objetos de cama e alimentação, a um preço fixo que deve ser previamente estabelecido por cabeça e por dia". Os organizadores implementaram um alojamento sob o nome de "vilarejo olímpico".
Os vilarejos olímpicos permitem aos organizadores fazer economias de escala e facilitar os deslocamentos das equipes, especialmente a partir de 1984 com a implementação do fundo de solidariedade olímpica que permite a mais países e participantes comparecerem aos Jogos. Eles também garantem que os atletas estejam protegidos de interferências externas e não precisem se preocupar com nada além de seu desempenho.
- Interesse Político

O vilarejo olímpico busca misturar diferentes culturas e criar um sentimento de pertencimento à comunidade internacional, seguindo o ideal da trégua olímpica.
- Interesse Turístico

Ao longo do século XX, os vilarejos olímpicos foram cada vez mais utilizados para melhorar a imagem da cidade e do país anfitrião. O boosterism levou à criação do primeiro vilarejo olímpico moderno em Los Angeles, que mostrou assim sua atratividade e capacidade de fornecer infraestruturas de qualidade aos visitantes.
- Características

Desde 1994, o vilarejo olímpico deve estar próximo ao estádio principal. Vilarejos olímpicos secundários são permitidos para eventos a mais de 50 quilômetros do vilarejo principal desde 2005, com a regra inicial de 1994 estabelecendo um critério de 100 quilômetros. Na regra de 2005, vilarejos olímpicos adicionais são também permitidos em caso de grande diferença de altitude entre os locais de competição. Os locais devem estar abertos de dez dias antes da cerimônia de abertura até três dias após a cerimônia de encerramento. Os atletas devem ser separados por país e por gênero, e os quartos duplos devem ter uma área mínima de 12 m². Uma policlínica, pelo menos 1.500 lugares no restaurante, e pelo menos 5.000 m² destinados ao treinamento físico também devem ser fornecidos.
- Equipamentos

Os vilarejos olímpicos são geralmente equipados com diversas infraestruturas: um cabeleireiro, um salão de estética, uma cafeteria, um banco, um correio, e equipamentos esportivos. O vilarejo olímpico é tradicionalmente equipado com uma grande cafeteria. O McDonald's foi por muito tempo patrocinador oficial dos Jogos Olímpicos, com pelo menos uma franquia no vilarejo. Seu contrato começou em 1976, e a empresa se tornou parceira mundial dos Jogos nos Jogos Olímpicos de Inverno de 1998. Nos Jogos Olímpicos de Verão de 2016, a empresa estabeleceu um limite de vinte pratos por pessoa, pois os atletas estavam comendo mais do que o previsto pela empresa. A parceria foi interrompida em junho de 2017, antes do seu término. Nos Jogos Olímpicos de Inverno de 2018, a empresa permaneceu parceira dos Jogos e manteve seu contrato de fornecedora, distribuindo Big Macs aos atletas durante toda a duração dos Jogos. É possível que a parceria tenha sido cancelada devido a uma combinação de preços muito altos e uma recepção negativa de organizações de saúde pública.
Em 2002, personalidades do esporte e da política foram incentivadas a assinar um compromisso pela trégua olímpica durante a cerimônia de abertura. Dois anos depois, nos Jogos Olímpicos de Verão de 2004, uma "parede da trégua" foi instalada no vilarejo olímpico e assinada por atletas e personalidades políticas de todo o mundo. Essa tradição se repete em cada um dos Jogos Olímpicos após essa data.
A partir dos Jogos Olímpicos de Verão de 2016, o COI também instala um local de recolhimento nos vilarejos em memória das pessoas que morreram durante os Jogos.
- Centralização

Os Jogos Olímpicos de Verão de 1992 foram os primeiros a ter pequenos centros para algumas centenas de residentes, em vez de um grande centro fornecendo todos os serviços do bairro. Essa iniciativa tomada para facilitar as trocas entre os atletas e delegações se repetiu na maioria dos vilarejos olímpicos posteriormente.
- Acesso

O vilarejo olímpico não é aberto, durante seu período de atividade, senão para atletas e voluntários dos Jogos. As mulheres foram hospedadas em hotéis na cidade até os Jogos Olímpicos de Inverno de 1952 e os Jogos Olímpicos de Verão de 1956. Elas tiveram um bairro reservado separado do resto do vilarejo olímpico a partir de 1956, e foram alojadas com os homens a partir dos Jogos Olímpicos de Verão de 1984. Os protocolos de segurança tornaram-se muito mais rigorosos após a tomada de reféns dos Jogos Olímpicos de Munique.
É comum que pessoas que terminaram sua competição deixem o vilarejo olímpico até o final dos Jogos, para participar de festas sem perturbar os atletas ainda em competição.
- Permanência

O vilarejo olímpico é sistematicamente usado para alojar os atletas dos Jogos Paralímpicos a curto prazo. O Comitê Olímpico Internacional exige, no entanto, que eles também tenham uma utilização a médio e longo prazo para poderem ser selecionados pelas cidades candidatas.
Frequentemente, após os Jogos, os edifícios são alugados ou vendidos para alojar a população local. No entanto, às vezes são convertidos em infraestruturas turísticas ou em campi universitários. Uma exceção notável é o vilarejo olímpico dos Jogos Olímpicos de Inverno de 1980 em Lake Placid, cujos dois vilarejos olímpicos foram transformados em prisões. Às vezes, no entanto, os vilarejos olímpicos destinados a se tornarem bairros residenciais são abandonados, devido a uma crise econômica como em Turim após os Jogos Olímpicos de Inverno de 2006 ou a um aumento dos preços do mercado que os torna inacessíveis, como no Rio de Janeiro após os Jogos Olímpicos de Verão de 2016.
A partir do final do século XX, a sustentabilidade tornou-se um critério importante na construção dos vilarejos olímpicos. Os Jogos Olímpicos de Verão de 1996 em Atlanta foram marcados por uma vontade de usar edifícios antigos e pelo início do uso de veículos elétricos para o transporte dos atletas; em 2000, o fator ambiental estava no centro do projeto do vilarejo olímpico de Sydney. Embora os Jogos Olímpicos geralmente anunciem que se concentram na sustentabilidade, especialmente para a construção do vilarejo olímpico, esse balanço não é medido de forma sistemática nem a longo prazo, o que torna os anúncios pouco confiáveis.

## Jogos de Verão

### Atenas 1896/Atenas 1906
- Protótipo da Vila Olímpica

O Zappeion é um edifício neoclássico situado no Jardim Nacional de Atenas, no coração de Atenas, Grécia. Foi usado durante o Jogos Olímpicos de Verão de 1896 como sala principal das provas de esgrima. Uma década depois, nos Jogos Olímpicos de Verão de 1906, foi usado como um protótipo da futura Vila Olímpica. 

### Paris 1924
- Primeira Vila Olímpica da história

Antes dos Jogos Olímpicos de Verão de 1924, durante uma reunião do Comitê Olímpico Internacional realizada em Roma em 1923, foi adicionada às Regras Gerais Técnicas dos Jogos a menção de que "o comitê organizador dos Jogos Olímpicos é obrigado a fornecer aos atletas alojamento, objetos de cama e alimentação, a um preço fixo que deve ser previamente estabelecido por cabeça e por dia". Os organizadores implementaram um alojamento sob o nome de "vilarejo olímpico". Os Jogos de Inverno, no entanto, não terão vilarejo olímpico antes de 1952 em Oslo; o alojamento é fornecido na forma de quartos de hotel até então.
Em 1924, um vilarejo olímpico temporário é construído. Ele está situado no boulevard de Valmy em Colombes, a leste do estádio olímpico Yves-du-Manoir, que é o local principal dos Jogos, e é constituído por cerca de sessenta barracões de madeira. Cada barracão é projetado para alojar três pessoas. O vilarejo oferece um correio, um escritório de câmbio, um serviço de guarda de objetos, um serviço telegráfico e telefônico, uma lavanderia, uma banca de jornais e um salão de cabeleireiro, e dispõe de água corrente e refeitórios que cobrem três refeições por dia. Dois preços são oferecidos às delegações, que podem reservar com um depósito; um cobre apenas o alojamento por trinta francos por noite, o outro a pensão completa por mais vinte e cinco francos. Como complemento, os organizadores oferecem uma lista centralizada de ofertas de alojamento para os atletas, especialmente para as provas longe de Paris, como as de tiro realizadas em Reims e em Châlons-sur-Marne. Apenas uma parte das delegações escolhe o alojamento no vilarejo olímpico. A equipe dos Estados Unidos, alojada em outro lugar, aluga camas extras para seus nadadores. No total, os alojamentos acolhem 600 pessoas de mais de 3.000 atletas.

### Amsterdã 1928
Para os Jogos Olímpicos de Verão de 1928 em Amsterdã, a criação de um vilarejo olímpico é estudada, mas os organizadores rejeitam a proposta. Eles afirmam ter vontade de criar um complexo do tipo, mas falta de espaço para alojar os participantes a um custo razoável. Alguns atletas são alojados em escolas e outros em hotéis, enquanto a delegação americana permanece em seu navio, o USS Roosevelt, que está ancorado no porto de Amsterdã.

### Los Angeles 1932
O vilarejo olímpico dos Jogos Olímpicos de Verão de 1932 é considerado o primeiro vilarejo olímpico moderno oficial. Trata-se de um conjunto de pequenas habitações com capacidade para 2.000 pessoas construído a oeste da cidade, no bairro de Baldwin Hills. O local foi escolhido por sua temperatura, que é, em média, cerca de dez graus mais baixa em julho e agosto que os outros locais considerados. Além disso, fica a cerca de dez minutos de carro do estádio olímpico, o Los Angeles Memorial Coliseum. A construção começou em fevereiro de 1932 com a instalação das canalizações e foi concluída em junho do mesmo ano. O projeto foi criticado por personalidades locais que estimavam que a convivência forçada entre atletas de culturas muito diferentes só poderia resultar em um conflito maior; no entanto, foi apoiado pelo comitê organizador dos Jogos por razões financeiras.
O vilarejo olímpico é composto por 500 pavilhões, cada um podendo acomodar quatro atletas, em uma área de cerca de cem hectares. Eles são organizados em torno de um grande oval, inspirado pelas pistas de atletismo. Cada casa mede pouco mais de quatro metros por sete e as casas são separadas por cerca de três metros para reduzir os riscos de propagação em caso de incêndio. Inicialmente, foi planejado que cada pavilhão tivesse uma fachada diferente, refletindo um estilo arquitetônico próprio da delegação que o ocupa, mas restrições orçamentárias levaram à construção de edifícios finalmente idênticos. Uma cerca de arame de pouco menos de 2,5 metros de altura cercava o vilarejo e o transporte dos atletas era assegurado por ônibus. A chegada de uma equipe ao vilarejo era marcada por uma cerimônia de hasteamento de sua bandeira.
As competidoras, por sua vez, eram alojadas no Chapman Park Hotel, na Wilshire Boulevard. Diversos entretenimentos lhes eram oferecidos, incluindo espetáculos de música e dança, uma grande festa de aniversário para aquelas que faziam aniversário durante os Jogos, a visita de personalidades do mundo do cinema e a possibilidade de assistir a um jogo de beisebol e a um concerto sinfônico em duas noites. O argumento avançado para a separação dos sexos era que as "necessidades femininas poderiam ser melhor atendidas em uma residência de natureza mais permanente".
Assim como em 1924, o vilarejo olímpico masculino era temporário e o terreno foi restaurado após os Jogos. A construção foi, portanto, planejada para minimizar seu impacto na paisagem: as casas eram feitas de materiais leves e montadas no local para poderem ser desmontadas rapidamente. Os materiais foram reciclados ou revendidos, já que a Grande Depressão tornava difícil qualquer outra solução, mas algumas pessoas conseguiram levar as casas em peças desmontadas e remontá-las em outros lugares, especialmente para criar casas de férias ou depósitos. Em 3 de fevereiro de 1933, restavam apenas dois pavilhões no local original.
A partir dessa data, um vilarejo foi estabelecido para cada edição dos Jogos Olímpicos de Verão, exceto os Jogos Olímpicos de Verão de 1948 realizados em Londres devastada. O hábito de saudar a chegada de uma delegação ao vilarejo com uma cerimônia de hasteamento de sua bandeira também se repetiu em cada olimpíada. Pesquisadores estimam que o vilarejo olímpico tinha também dois objetivos internos nos Estados Unidos: primeiramente, era um local turístico que despertava o interesse local pelos Jogos, e também, no contexto do boosterism, uma infraestrutura que destacava a atratividade da cidade em nível nacional.
A vila olímpica foi construída nas proximidades de Baldwin Hills, e servia apenas aos atletas do sexo masculino. As mulheres foram alocadas no Chapman Park Hotel.A vila foi desmontada após os Jogos, características: estruturas leves temporárias de baixo custo, condizentes a restrição econômica da época - Grande Depressão (1929-1939). Comodidades: salas de jantar, casas de banho, um hospital, corpo de bombeiros, rede telefônica e um anfiteatro para 2 mil espectadores.

### Berlim 1936
- Primeira olimpíada televisionada

Os organizadores dos Jogos Olímpicos de Verão de 1936 desejam construir um vilarejo olímpico, mas carecem de fundos para o projeto. Eles inicialmente se voltam para a cidade de Berlim para propor a construção de um novo bairro, mas a solução não prospera. O exército inicialmente concorda em emprestar os quartéis do local militar de Döberitz, a quatorze quilômetros do parque olímpico. No entanto, o Ministério da Defesa decide finalmente construir um novo vilarejo em um terreno militar virgem no local de Döberitz.
O vilarejo olímpico principal é finalmente construído em Wustermark, a oeste de Berlim. A construção ocorre entre 1934 e 1936 e trata-se do primeiro vilarejo olímpico construído em alvenaria com a intenção de ser permanente. Outros vilarejos olímpicos menores são erguidos em outros locais. Em Kiel, quatro locais de alojamento servem para acolher cerca de 250 atletas para as provas de vela, e 685 pessoas participantes das provas de remo e canoagem, com a única exceção do clube de remo de Berlim, vivendo em Berlim-Grünau no castelo e na escola de polícia de Berlim-Köpenick e nos hangares do clube de remo local.
O local pode acomodar 4.600 pessoas em uma área de 55 hectares, dos quais cerca de 10% são construídos. É composto por 140 pavilhões de um andar, cada um contendo oito a doze quartos, além de quartéis militares. Cada pavilhão leva o nome de uma cidade alemã e é decorado por estudantes alemães de arte. Entretenimentos são oferecidos todas as noites durante os Jogos, incluindo concertos ao ar livre, apresentações por trupes internacionais de dança e um concerto à luz de tochas da Orquestra Filarmônica de Berlim. Um jornal, Der Dorfbote, é distribuído no vilarejo. O vilarejo olímpico possui quarenta refeitórios, cada um reservado para uma delegação nacional, com exceção de um atleta haitiano que veio sozinho e compartilha suas refeições com a equipe brasileira. Esses refeitórios estão agrupados em um grande edifício chamado Speisesaal der Nationen ("Restaurante das Nações").
Em fevereiro de 1936, o número de atletas é muito superior às previsões. Uma série de edifícios militares é emprestada aos organizadores para acomodar mil pessoas adicionais. Leni Riefenstahl é uma das poucas mulheres autorizadas a visitar o vilarejo olímpico, onde ela filma cenas de "Os Deuses do Estádio".
As mulheres são alojadas em dormitórios para estudantes no parque olímpico, logo ao lado do estádio.
As primeiras equipes chegam em 20 de junho de 1936 e as últimas equipes partem em 20 de agosto do mesmo ano. O transporte dos atletas é feito por ônibus.
Após os Jogos Olímpicos, o vilarejo olímpico é utilizado pelo exército alemão de 1936 a 1945, primeiro como centro de treinamento e depois como hospital de campanha. Ele serve de abrigo para refugiados alemães após a guerra, e posteriormente o exército soviético o utiliza de 1947 a 1991, principalmente como centro de tortura, demolindo muitos pavilhões para reciclar os materiais de construção. Na década de 2010, restam apenas 21 pavilhões. Após 1992, vários projetos visam renová-lo e convertê-lo em hotel, hospital, centro de treinamento esportivo ou centro de conferências, mas todos esses projetos são abandonados devido ao alto custo. Em 1993, o local se torna um monumento histórico e, em 2004, é reaberto como um museu ao ar livre.
Em 2016, a prefeitura de Wustermark anuncia a intenção de convertê-lo em mil apartamentos, respeitando seu status de monumento histórico.
.

### Londres 1948
Helsinque planeja sediar os Jogos Olímpicos de Verão de 1940 após a desistência do Japão. Apesar do cancelamento da competição, um vilarejo olímpico de 23 prédios, destinado a abrigar 3.200 atletas e 500 famílias, é erguido conforme planejado em Käpylä e ameniza a escassez de moradias na capital.
Londres se recupera com dificuldade da Segunda Guerra Mundial e não monta um vilarejo olímpico para os Jogos Olímpicos de Verão de 1948. Os atletas são alojados gratuitamente em uma base militar em Uxbridge, em West Drayton e em Richmond, enquanto as mulheres são alojadas em um hotel no centro de Londres. O campo de Uxbridge inclui banhos de vapor e recebe uma entrega semanal de 400 galões de sorvete. Devido à falta de combustível disponível, os atletas de remo e canoagem são alojados em escolas perto do local de competição.

### Helsinque 1952
O vilarejo olímpico principal é edificado em Käpylä, um bairro situado a 2,5 quilômetros do estádio olímpico de Helsinque. Seu arquiteto-chefe é M. P. Salomaa. Outros locais servem para abrigar atletas de determinados esportes. A maioria dos participantes das provas de vela se hospeda com marinheiros finlandeses. Em Hämeenlinna, cerca de 200 pessoas são alojadas em um hotel local para as provas do pentatlo moderno. Otaniemi abriga as equipes da Bulgária, China, Hungria, Polônia, Romênia, Tchecoslováquia e União Soviética, totalizando 1.388 pessoas em um complexo novíssimo que mais tarde se tornará a Universidade Tecnológica de Helsinque, e um dos edifícios é reservado para mulheres. Em Ruskeasuo, um estabelecimento para inválidos de guerra localizado perto dos estábulos aloja 180 tratadores de cavalos e alguns atletas que desejam ficar perto de seus cavalos. Finalmente, a maioria da equipe finlandesa é alojada na escola militar de cadetes de Santahamina.
As equipes soviéticas se recusam a compartilhar o vilarejo olímpico e se instalam em outro vilarejo onde a bandeira olímpica é substituída por um estandarte representando Joseph Stalin; lá também se encontram cinco países satélites da URSS: Hungria, Romênia, Bulgária, Polônia e Tchecoslováquia. Todos os atletas são convidados a visitar o campo soviético, enquanto os soviéticos se deslocam regularmente de ônibus até o vilarejo comum para acessar alguns serviços.
As obras de construção do vilarejo começaram em 1950. O vilarejo principal pode acomodar 4.800 pessoas em 13 edifícios separados, totalizando 545 apartamentos e 1.630 quartos. O vilarejo olímpico em alvenaria é complementado por edifícios temporários, incluindo instalações sanitárias e um restaurante. Há também infraestruturas de treinamento internas e externas, um hospital com trinta leitos e um cinema. Além disso, há lojas e saunas. Alguns serviços oferecidos aos atletas incluem um correio, um banco, uma lavanderia, um salão de cabeleireiro e um sapateiro. As casas em alvenaria são casas com fachada branca construídas especialmente para a ocasião; as grandes equipes têm seu próprio pavilhão, enquanto várias equipes menores compartilham outros pavilhões, com os países do Commonwealth sendo agrupados.
As mulheres são alojadas em uma escola para enfermeiras a aproximadamente um quilômetro do estádio olímpico. A escola acomoda 658 pessoas em 262 quartos. Este local possui uma sala de ginástica, salas de estar, uma sauna e um parque. 

### Melbourne 1956
Os arquitetos da Comissão de Habitação do Estado de Victoria estabeleceram o plano geral do vilarejo, enquanto os arquitetos do comitê organizador cuidaram dos edifícios temporários. A construção começou em junho de 1954 e terminou em agosto de 1956, com alguns edifícios ainda em obras na chegada das primeiras delegações, em um contexto de grande escassez de habitação pública em Melbourne. O governo australiano apoiou financeiramente a construção do vilarejo em Heidelberg West, com a intenção de oferecer os alojamentos para venda e aluguel após os Jogos. Fora do vilarejo olímpico principal, um centro para migrantes em Ballarat acolheu seiscentas pessoas participantes das provas de remo e canoagem a cerca de cem quilômetros de Melbourne. Dormitórios universitários também foram utilizados como alojamentos complementares, o que se tornou uma prática comum.
As infraestruturas temporárias incluíam vinte refeitórios, cozinhas e armazéns. Um edifício comum foi erguido pelo bairro de Heidelberg e incluía uma pista de dança e um cinema. O vilarejo era rodeado por infraestruturas esportivas, incluindo uma pista de atletismo. Fora do vilarejo, mas nas proximidades, havia um centro de imprensa, um correio e telefones, um restaurante aberto ao público e lojas de varejo.
O vilarejo hospedava 6.500 pessoas em 60 hectares, dos quais 15 hectares eram dedicados a campos esportivos e suas instalações. Os alojamentos variavam do tipo casa individual a edifícios de dois ou três andares, totalizando 365 edifícios e 841 unidades habitacionais. As ruas recebiam nomes de batalhas recentes nas quais os soldados australianos haviam participado, uma escolha criticada; finalmente, durante os Jogos, as ruas principais foram renomeadas para Edwin Flack e Frank Beaurepaire. Pela primeira vez nos Jogos de Verão, as mulheres eram alojadas em um bairro do vilarejo olímpico, onde os homens não eram permitidos, e podiam se deslocar por todo o vilarejo. O bairro das mulheres era separado do restante do vilarejo olímpico por uma simples cerca. Também foi uma das primeiras vezes em que os atletas foram alojados em casas e apartamentos em vez de dormitórios.
O vilarejo olímpico foi oficialmente inaugurado em 29 de outubro de 1956, embora as três primeiras equipes tenham chegado em 16 de outubro, e as últimas equipes partiram em 14 de dezembro de 1956. Após os Jogos, conforme planejado, o vilarejo tornou-se o maior bairro residencial do Estado de Victoria, abrigando 4.362 famílias, na maioria provenientes de bairros centrais desfavorecidos ou de alojamentos de emergência construídos após a guerra. Na década de 1990, o bairro tornou-se muito pobre e violento e foi alvo de um plano de renovação urbana, sem grande sucesso. Um dos locais de treinamento adjacentes ao vilarejo tornou-se a sede do Heidelberg United FC.

### Roma 1960
Os organizadores aproveitam os Jogos para reabilitar o bairro desfavorecido de Parioli, ao norte da cidade. O objetivo deles é construir um bairro moderno e permanente para reduzir a escassez de moradias na cidade. As obras começam em 10 de maio de 1958 e duram menos de dois anos. As ruas do bairro recebem o nome de delegações ou grandes nomes do esporte, incluindo Nedo Nadi e Pierre de Coubertin. As infraestruturas do vilarejo olímpico de 1960 são novas, assim como as dos Jogos anteriores. Os principais arquitetos são Vittorio Cafiero, Adalberto Libera, Amadeo Nuccichenti, Vincenzo Monaco e Luigi Moretti, diretamente inspirados por Le Corbusier, que compara os planos à sua ideia de cidade radiante.
Outros locais de alojamento existem para os atletas cujas provas não ocorrem em Roma. 120 camas são disponibilizadas em Pratoni del Vivaro para as provas de equitação, a cerca de 35 quilômetros da capital, e em Castelgandolfo, um instituto religioso acolhe os competidores de remo, se assim desejarem. Finalmente, os participantes das provas de futebol e vela são alojados em hotéis de Nápoles.
O vilarejo olímpico é composto por 33 edifícios de dois a cinco andares em 35 hectares, dos quais aproximadamente um quarto é construído. Eles podem abrigar cerca de 8.000 pessoas distribuídas em 1.348 apartamentos. Os edifícios repousam sobre pilares de concreto com a altura de um andar, permitindo a instalação de gramados e canteiros de flores em todo o local. O local é atravessado por uma via dupla elevada, o Corso di Francia, que leva à ponte Flaminio. As infraestruturas temporárias incluem um centro de recepção, dez restaurantes e edifícios utilitários. Uma enfermaria, lojas, um clube e um cinema ao ar livre são construídos. As mulheres dormem em um bairro separado, mas compartilham as infraestruturas com os homens. Pela primeira vez, o vilarejo olímpico dispõe de um escritório de entretenimento dentro do vilarejo disponível o dia todo, além das habituais visitas à cidade e eventos à noite.
Os primeiros atletas chegam em 25 de julho de 1960 e os últimos partem em 20 de setembro do mesmo ano. Após os Jogos, o local é utilizado como moradia para funcionários do Estado. Na década de 1970, a associação responsável pelas moradias é dissolvida e o bairro é abandonado pelos funcionários e ocupado por invasores. Na década de 2000, com a abertura de uma sala de concertos nas proximidades, o bairro recupera popularidade e sua reputação melhora. O conjunto conta com 2.880 habitantes em 2010.

### Tóquio 1964
O vilarejo olímpico dos Jogos Olímpicos de Verão de 1964 está localizado em Yoyogi-kōen, no distrito de Shibuya, em Tóquio. Na época, o local era chamado de Washington Heights e abrigava militares americanos e suas famílias. Ele foi devolvido aos japoneses no final de 1963. Os Jogos foram uma oportunidade para remover todos os aspectos militares do bairro e modernizar a cidade.
O vilarejo olímpico inclui uma mistura de infraestruturas existentes e novas. O vilarejo olímpico se estende por 66 hectares, dos quais 12.000 metros quadrados são ocupados pelos edifícios. Trata-se de 543 pavilhões de madeira de um ou dois andares e de quatorze edifícios de concreto armado, cada um com quatro andares. Desses edifícios, quatro abrigam as mulheres.
Dois outros locais, em Karuizawa e Ōiso, são previstos. Devido a trajetos muito longos, os organizadores precisam adicionar dois novos vilarejos em Hachiōji e no lago Sagami. Esses vilarejos secundários dispõem todos de um correio, um banco, lojas, restaurantes e um salão de cabeleireiro, e todos os vilarejos estão conectados por um sistema de ônibus. 484 pessoas, incluindo os ciclistas, estão em Hachioji, nas proximidades imediatas do velódromo ou em um albergue juvenil a 4,7 quilômetros de distância. 316 pessoas participantes das provas de canoagem estão no lago Sagami: as mulheres estão em um albergue juvenil, os homens em três outros edifícios. Um hotel abriga cerca de 200 pessoas em Karuizawa para a competição de equitação. O vilarejo olímpico de Oiso é constituído de um hotel local e de um edifício construído para a ocasião, a cerca de vinte quilômetros do porto de Enoshima, e abriga 347 pessoas para as provas de vela.
As primeiras equipes chegam em 15 de setembro de 1964 e as últimas deixam o local em 5 de novembro. Durante os Jogos, as equipes são convidadas para entretenimentos que destacam a cultura japonesa, incluindo a cerimônia do chá, ikebana e origami.
Após os Jogos, todo o vilarejo olímpico é destruído para dar lugar ao parque Yoyogi; apenas algumas casas permanecem como lembrança. O parque é novamente remodelado para os Jogos Olímpicos de 2020, uma ação criticada por permitir aglomerações durante a pandemia de Covid-19 no Japão. O vilarejo de Karuizawa é reutilizado para as provas de curling em 1998.

### Cidade do México 1968
- Primeira olimpíada realizada na América Latina.

Héctor Velázquez Moreno é o arquiteto-chefe do vilarejo olímpico. Este último está localizado ao sul da Cidade do México, a cerca de quatro quilômetros do estádio olímpico. Durante as obras, vestígios de pirâmides pré-colombianas são encontrados, fazendo parte do sítio arqueológico de Cuicuilco. Peças arqueológicas são apresentadas em um pequeno museu montado no vilarejo olímpico. As obras começam em maio de 1967 e terminam em setembro de 1968; em 17 de setembro do mesmo ano, enquanto algumas equipes já estão lá, o vilarejo é inaugurado pelo presidente Gustavo Díaz Ordaz. Em Acapulco, 503 pessoas são hospedadas em um hotel local para as provas de vela. Em Avandaro, 139 pessoas são hospedadas no motel do clube de golfe local para a competição completa de equitação, e em Puebla, León e Guadalajara, jogadores de futebol são hospedados em hotéis locais.
O vilarejo olímpico se estende por 11 hectares com 27 ou 29 edifícios de seis ou dez andares cada e pode acomodar cerca de dez mil pessoas. No total, os edifícios incluem 904 apartamentos. Três edifícios são reservados para mulheres e dois para a imprensa. As infraestruturas incluem duas clínicas, um centro de imprensa, uma capela multiconfessional, um teatro ao ar livre, um "clube internacional" que inclui, entre outras coisas, um auditório com 800 lugares e seis restaurantes que servem um total de 849.447 refeições durante os Jogos. Muitas infraestruturas esportivas são instaladas, incluindo uma piscina, dois ginásios e uma pista de atletismo. As duas áreas residenciais e as infraestruturas esportivas são projetadas para serem integradas após os Jogos, tornando-se um bairro completo da cidade.
Muitos estudantes manifestam-se em frente ao vilarejo contra a repressão do governo mexicano, explicando aos atletas que essa é sua única oportunidade de serem ouvidos pela imprensa internacional, no contexto de violentos distúrbios que causam centenas de mortes no país. Como os atletas não deixam o vilarejo olímpico, eles não são expostos à repressão. Visitas de ônibus são organizadas para os turistas, que podem fazer um tour pelo vilarejo, mas não têm permissão para descer do veículo. Tommie Smith e John Carlos são banidos do vilarejo olímpico após levantarem o punho em apoio ao Black Power.
Os primeiros atletas chegam em 12 de setembro de 1968 e os últimos deixam o local em 7 de novembro. Os entretenimentos oferecidos incluem festas folclóricas.
Após os Jogos, o bairro é reconvertido em um bairro residencial e se torna um dos locais mais populosos do sul da cidade. Com essa reconversão e a venda dos apartamentos, o governo reembolsa integralmente a construção do vilarejo e das ruas adjacentes.

### Munique 1972
- Vila Olímpica ficou conhecida mundialmente devido ao Massacre de Munique.

O vilarejo olímpico dos Jogos Olímpicos de Verão de 1972 é erguido em Milbertshofen-Am Hart, a algumas centenas de metros do parque olímpico de Munique e no centro da cidade, diferentemente dos Jogos de Verão anteriores, onde os vilarejos olímpicos constituíam novos bairros na periferia. Antes de sua transformação, o local era um campo de aviação; a construção ocorreu de setembro de 1969 a julho de 1972. Outro vilarejo olímpico é instalado em Kiel, a 700 quilômetros ao norte de Munique, para as provas de vela: ele inclui dois edifícios, 32 bangalôs e 24 estúdios.
O vilarejo olímpico se estende por 80 hectares e pode acomodar 12.000 pessoas em 1.940 apartamentos de um a quatro quartos e 2.780 estúdios. Os apartamentos estão distribuídos entre bangalôs de dois andares para estudantes, posicionados em fileiras duplas, e edifícios de até vinte andares, incluindo apartamentos com terraços destinados à venda. As Media Lines, concebidas por Hans Hollein, são um conjunto de tubos coloridos com um comprimento total de 1,6 quilômetro, que integram o sistema de regulação térmica e os cabos de iluminação e telecomunicações para os edifícios; suas cores permitem fácil orientação no bairro. Os trabalhos de preparação para os Jogos incluem também a construção de uma linha de metrô "olímpica" que serve os principais locais de competição e o vilarejo.
O local é projetado para ser o mais confortável e informal possível, em parte devido ao trauma dos últimos Jogos realizados na Alemanha sob o regime nazista. As ruas recebem o nome de personalidades olímpicas do passado e o serviço de segurança, vestido com cores pastel, não é armado. A tomada de reféns dos Jogos Olímpicos de Munique ocorre em um alojamento da equipe israelense, quando membros do grupo Setembro Negro ultrapassam as barreiras do vilarejo. Os protocolos de segurança tornam-se muito mais rigorosos para as edições seguintes.
As primeiras equipes chegam em 1º de agosto e as últimas deixam o local em 18 de setembro de 1972. Após os Jogos, o vilarejo permanece inocupado por vários anos, com os proprietários recebendo um aluguel garantido pelo COI em caso de vacância. O bairro torna-se residencial e os bangalôs são disponibilizados ao público estudantil sob o nome de Bungalowdorf ("vila dos bangalôs"), enquanto os edifícios são colocados à venda.

### Montreal 1976
O vilarejo olímpico de Montreal para os Jogos Olímpicos de Verão de 1976 está localizado na rua Sherbrooke, no bairro Rosemont–La Petite-Patrie de Montreal. Ele serve como uma barreira entre um grande parque aberto aos atletas e a rua Sherbrooke, onde está localizado o parque olímpico. O plano original era construir um vilarejo temporário em pré-fabricado, mas o COI se opôs a isso. O vilarejo deveria ser inicialmente projetado por Roger Taillibert, mas ele deixou o projeto em 1975, e Roger D'Astous e Luc Durand assumiram a construção.
O vilarejo é acusado de plagiar uma residência francesa existente e de ter tomado ilegalmente o parque municipal que ele substitui. A construção começou dois anos antes dos Jogos e custou três vezes o orçamento original de 30 milhões de dólares canadenses. Entre dezembro de 1974 e abril de 1976, os trabalhadores entraram em greve e o preço das matérias-primas aumentou consideravelmente, e grandes bônus foram pagos pelas horas extras uma vez que as obras começaram.
O vilarejo olímpico se estende por 34 hectares na forma de quatro metades de pirâmides de 19 andares, que incluem um total de 980 apartamentos. Um dos quatro edifícios é reservado para mulheres. Além dessa estrutura permanente, os organizadores adicionaram refeitórios e escritórios para os Jogos. As acomodações estão nos andares superiores e os serviços nos andares inferiores para garantir o sossego dos atletas. Um restaurante com 3.000 lugares fica aberto continuamente e as competições são transmitidas ao vivo. As infraestruturas incluem, entre outras coisas, um mercado de pulgas e uma loja de artesanato das Primeiras Nações. Muitos guardas armados patrulham o local e um túnel seguro leva diretamente ao estádio olímpico.
As primeiras delegações se instalaram no vilarejo em 23 de junho de 1976. Como muitas delegações não entregaram seus formulários de inscrição a tempo, precisaram esperar várias horas no saguão antes de receberem suas acomodações. Outras delegações boicotaram o evento, deixando alguns quartos vazios.
Para as provas equestres, 52 apartamentos foram divididos em quatro edifícios em Bromont, a 72 quilômetros de Montreal, e cerca de 500 pessoas foram alojadas em Kingston, a cerca de 290 quilômetros de Montreal, em uma residência estudantil da Universidade Queen's, para as provas de vela.
Após os Jogos Olímpicos, o bairro foi convertido em um bairro residencial na forma de apartamentos de luxo. Em 1980, Jean Drapeau foi condenado por corrupção, assim como várias empresas e personalidades envolvidas na construção.

### Moscou 1980
O vilarejo olímpico dos Jogos Olímpicos de Verão de 1980 está localizado no sudoeste de Moscou, ao longo da avenida Mitchourinski. Ele é projetado pelo ateliê de arquitetura número 15 do instituto de design Mosproekt-1.
As provas de vela ocorrem em Tallinn, onde oito hotéis de três andares, com 276 quartos, abrigam 632 pessoas. A floresta de Bitsevski hospeda 150 pessoas em um hotel para as provas equestres. O torneio de futebol também é organizado em Kiev, Leningrado e Minsk, e os atletas são hospedados em hotéis.
Em Moscou, o local era originalmente um terreno baldio, situado a cerca de dez quilômetros do estádio olímpico. O comitê organizador trabalhou com os arquitetos municipais para criar um novo bairro completo, que estivesse em conformidade com os planos de desenvolvimento da cidade. O comitê organizador aluga o bairro da cidade durante os Jogos. Alguns elementos pré-fabricados foram usados na construção para acelerar o processo.
O vilarejo olímpico se estende por 107 hectares com 18 edifícios de 16 andares, separados em apartamentos de dois a três quartos, podendo acomodar cerca de 14.000 pessoas. Os alojamentos estão concentrados entre o segundo e o décimo quinto andares: os primeiros e últimos andares são reservados para escritórios e serviços. Dois blocos de edifícios são reservados para mulheres. Parte do terreno baldio que margeia o vilarejo é transformada em um parque com um lago. Um restaurante com 4.000 lugares, dividido em quatro salas, está disponível, sendo uma sala aberta continuamente. Os deslocamentos dentro do vilarejo são feitos por um pequeno trem automotivo. Assim como em Lake Placid alguns meses antes e devido ao massacre de Munique e à Guerra Fria, a segurança é fortemente armada e muito presente.
As primeiras delegações chegam em 27 de junho de 1980 e as últimas deixam o local em 10 de agosto. Após os Jogos Olímpicos, o bairro se torna residencial e abriga 10.000 pessoas, principalmente membros do partido comunista, mas também algumas famílias comuns que sofrem com a crise de moradia. Isso é anunciado desde o início de 1980 pelo governo, enquanto os Jogos de Lake Placid estão prestes a acontecer: os americanos organizam um boicote aos Jogos para protestar contra as violações dos direitos humanos na URSS, e o governo soviético responde que seu vilarejo olímpico servirá como habitação social para 14.000 famílias pobres em vez de como prisão. Na década de 2010, o bairro permanece ocupado, mas mais pobre do que antes, com uma forte imigração do Cáucaso.

### Los Angeles 1984
- Primeira Vila Olímpica Mista

Os atletas se acomodaram nas residências de três universidades - UCLA, USC e UCSB. Pela primeira vez, homens e mulheres ficaram hospedados juntos na Vila Olímpica, que apresentava torres de colorações relativas a década de 1980, projetadas pelo arquiteto Jon Jerde.  Os atletas dos Jogos Olímpicos de Verão de 1984 são alojados nos dormitórios de universidades locais para limitar os custos de construção. Quatro anos antes dos Jogos, os organizadores, a Universidade da Califórnia em Los Angeles e o Comitê Olímpico Internacional ainda não concordavam sobre a utilização da universidade para hospedar os atletas. Seis meses depois, uma delegação do COI afirmou que o local não era adequado para hospedar os Jogos. Além disso, dois locais diferentes foram usados para os vilarejos olímpicos, uma solução que desagrada ao COI. No final de março de 1981, um acordo foi alcançado e os atletas foram colocados nas residências da Universidade da Califórnia em Los Angeles e na Universidade da Califórnia do Sul. A Universidade da Califórnia em Santa Bárbara hospedou 856 pessoas para as provas de canoagem e remo. Os jogadores de futebol também foram alojados na Quincy House do campus da Universidade Harvard, em um hotel em Annapolis e no Branner Hall da Universidade Stanford em Palo Alto.
Nos dois locais, foram utilizados andaimes para criar arcos e torres que delimitavam os vilarejos. A identidade visual dos Jogos foi muito trabalhada para dar uma impressão de continuidade entre os diferentes locais do vilarejo, e estruturas temporárias complementaram os alojamentos e restaurantes do campus universitário. Homens e mulheres foram alojados juntos pela primeira vez, agrupados por país, sem separação por bairro como era o caso desde a integração das mulheres no vilarejo olímpico em 1956. Vários atletas reclamaram da segurança excessiva no vilarejo: por exemplo, detectores de metais foram colocados em todas as entradas do vilarejo.
Os vilarejos incluíam uma policlínica, um supermercado, um centro religioso, um salão de cabeleireiro, um salão de beleza, um café, um banco, um correio, um centro telefônico, um cinema, uma piscina e uma discoteca. Havia também uma sala de jogos eletrônicos que fez muito sucesso e uma sala de rádio amador. Os atletas tinham acesso a todas as infraestruturas esportivas dos campi. Os organizadores facilitaram inicialmente o trajeto entre os vilarejos e os locais de competição e, depois, adicionaram um serviço de carrinho elétrico dentro dos vilarejos.
As primeiras delegações chegaram em 14 de julho de 1984 e as últimas partiram em 15 de agosto. Após os Jogos, as estruturas temporárias foram desmontadas e os locais foram devolvidos aos estudantes para o início do ano letivo; na USC, um refeitório permaneceu como o único edifício construído para os Jogos e mantido posteriormente.

### Seul 1988
O vilarejo olímpico dos Jogos Olímpicos de Verão de 1988 está localizado no bairro de Oryun-dong, no distrito de Songpa-gu, em Seul. Ele é projetado por Whang Il-in e Woo Kyu-sung. A construção foi concluída em 31 de maio de 1988, após dezenove meses de trabalho. A escolha do bairro foi motivada pela sua degradação: o bairro era inundável e muito poluído, tornando mais fácil demolir e construir um novo no lugar.
As provas de vela e de futebol resultaram no alojamento de 630 pessoas em dois hotéis em Pusan, e o torneio de futebol estendeu-se a hotéis em Taegu, Kwangju e Taejon, acomodando mais 235 pessoas.
O vilarejo olímpico se estende por 50 hectares e conta com 3.692 apartamentos em 86 edifícios, podendo hospedar quinze mil pessoas. Sua forma é de um semicírculo, evocando um leque. No centro do local está a zona internacional, com serviços e lojas. A zona residencial está localizada na periferia para garantir tranquilidade. O restaurante do campus, aberto continuamente, tem capacidade para 4.200 pessoas em dois andares. O local também inclui um banco, correio, cabeleireiro, sala de reparo de equipamentos esportivos, lavanderia, loja de souvenirs, discoteca, atelier artístico, cinema, sala de jogos eletrônicos, teatro ao ar livre, centro religioso e estúdio fotográfico. Há também instalações esportivas, incluindo uma piscina e uma sauna. É também a primeira vez que uma distribuição de preservativos é organizada para os atletas, a fim de conscientizar sobre a Síndrome da Imunodeficiência Adquirida (AIDS), uma tradição que continua em todas as edições seguintes dos Jogos. Uma sala de exposição é dedicada à cultura coreana. Um concurso de beleza é organizado no vilarejo. As atletas desfilam em trajes esportivos, uniformes oficiais e trajes tradicionais. O concurso é vencido pela ginasta polonesa Teresa Folga. O kimchi é nomeado o alimento oficial do vilarejo, ganhando popularidade mundial após os Jogos.
As primeiras delegações chegaram em 3 de setembro de 1988 e as últimas partiram em 5 de outubro. Após os Jogos Olímpicos, os apartamentos foram reformados, devolvidos à cidade de Seul no final de dezembro, e transformados em habitações.

### Barcelona 1992
O vilarejo olímpico dos Jogos Olímpicos de Verão de 1992 fica em Poblenou, no distrito de Sant Martí, em Barcelona. É a primeira vez que um vilarejo olímpico é instalado à beira-mar, permitindo que os atletas tenham acesso direto à praia. A areia dessa praia privada foi importada do Egito: o Passeig Marítim se tornou, mais tarde, um dos locais turísticos mais frequentados da cidade. Antes dos Jogos, o bairro era composto principalmente por fábricas desativadas e moradias insalubres.
Outros locais utilizados foram La Seu d'Urgell, onde 300 pessoas foram hospedadas em uma escola para as provas de slalom em canoagem, bem como Banyoles, onde um edifício novo foi construído para 1.012 pessoas ligadas às provas de remo.
Diferentes arquitetos dividiram as zonas do bairro; o conceito geral foi supervisionado por Josep Martorell, Oriol Bohigas, David Mackay e Josep Puigdomènech. O objetivo era evitar a monotonia do bairro, dando a cada edifício sua própria personalidade; desenvolvedores imobiliários foram parceiros na criação e depois se tornaram proprietários dos edifícios após os Jogos, colocando os apartamentos à venda ou para aluguel.
O vilarejo olímpico se estende por 72 hectares e possui 1.993 apartamentos, acomodando cerca de 14.000 pessoas. Ele possui vários restaurantes, incluindo um principal com 3.500 lugares. Inclui as infraestruturas clássicas, além de uma ludoteca, um bar karaokê e uma pista de boliche. Contém 21 centros para residentes com serviços e locais de convivência cujo objetivo é facilitar a interação entre os atletas.
As primeiras delegações chegaram em 11 de julho de 1992 e as últimas deixaram o local em 12 de agosto. Como previsto, os apartamentos foram colocados à venda ou para aluguel; os locais também abrigam algumas infraestruturas públicas e comércios turísticos.
.

### Atlanta 1996
O vilarejo olímpico dos Jogos Olímpicos de Verão de 1996 utiliza o campus do Georgia Institute of Technology como vilarejo olímpico: ele possui muitas infraestruturas e é espaçoso o suficiente para acomodar novas construções permanentes de acordo com as necessidades. Em Athens, 160 pessoas participantes das provas de ginástica, vôlei e futebol são hospedadas em quartos duplos de uma residência da Universidade da Geórgia. Em Cleveland, 201 pessoas são hospedadas em seis edifícios do Lee College, a quarenta quilômetros do local das provas de slalom em canoagem. Em Columbus, as 170 participantes do torneio de softball são hospedadas pelo exército. Em Savannah, 682 atletas são alojados em um hotel local para as provas de vela. Por fim, o torneio de futebol inclui provas em Washington DC, com alojamento no Mount Vernon Seminary and College, em Miami na Nova Southeastern University, em Orlando com a universidade local e em Birmingham com alojamento no Birmingham–Southern College.
Pela primeira vez, os atletas podem eleger alguns de seus pares para a comissão de atletas do COI. A eleição é organizada no vilarejo olímpico principal durante onze dias, e em datas específicas nos vilarejos olímpicos secundários; sete atletas entre os trinta e cinco candidatos são eleitos para mandatos de quatro anos. A segurança é assegurada pela verificação de impressões digitais pela primeira vez.
Novos apartamentos foram construídos, os edifícios existentes foram renovados, e os organizadores criaram a Georgia Tech Plaza, dotada de uma fonte, um ponto de encontro e um anfiteatro. O restaurante principal pode acomodar 3.500 pessoas, e quatro outros restaurantes estão ativos, incluindo um que também recebe convidados externos. O local também inclui um spa, um centro esportivo com aulas, um centro de testes sensoriais, uma arena de laser tag e um pavilhão com computadores conectados à Internet. A IBM patrocinou um cybercafé, chamado The Surf Shack, e incentivou os atletas a interagir com seus fãs por e-mail. Para muitos atletas, foi a primeira descoberta da Internet. Os terminais Info'96 permitiam acessar e-mails, consultar os resultados e o calendário da competição e a previsão do tempo.
O vilarejo olímpico foi projetado para ser ambientalmente amigável e o transporte foi feito por trens e ônibus elétricos. Após os Jogos, o campus foi devolvido à universidade e os novos edifícios se tornaram alojamentos estudantis adicionais para a Georgia Tech e para a Universidade Estadual da Geórgia.

### Sydney 2000
O vilarejo olímpico dos Jogos Olímpicos de Verão de 2000 está localizado no novo bairro de Newington, a cerca de vinte quilômetros a oeste do centro da cidade. Pela primeira vez, fora do futebol (organizado também em Melbourne, Canberra, Brisbane e Adelaide), o vilarejo olímpico é o único local de hospedagem preparado para os Jogos de Verão; ele permite que se chegue a todos os principais locais de competição a pé, e os locais mais distantes estão a quarenta minutos de carro. As ruas do bairro têm o nome de atletas olímpicos e paralímpicos, incluindo Nadia Comăneci, Michael Jordan e Aleksandr Popov. Este é o primeiro bairro capaz de hospedar todas as pessoas participantes dos Jogos ao mesmo tempo, tornando-o a quinta maior cidade de Nova Gales do Sul.
Com uma capacidade de 15.300 pessoas, o vilarejo se estende por 84 hectares e inclui 350 apartamentos e 350 moradias modulares distribuídas em 520 casas. Os atletas geralmente são alojados em quartos duplos. Um restaurante principal está localizado na área residencial, juntamente com muitos quiosques de fast-food espalhados pelo vilarejo. Há um cybercafé disponível, bem como vinte e dois centros para residentes com serviços diários e quatro quiosques de informação. Estima-se que as camas sejam arrumadas 396.000 vezes durante a duração dos Jogos.
A proteção ambiental está no centro do projeto: coleta seletiva de lixo, uso reduzido de água, materiais de construção sustentáveis, energia solar e transportes de baixo impacto: ônibus elétricos dentro do vilarejo e ônibus fora do parque olímpico. As opções de entretenimento incluem jogos de bocha ao estilo australiano, torneios de xadrez e espetáculos de rua.
As primeiras equipes se instalaram em 2 de setembro de 2000 e as últimas deixaram o local em 4 de outubro. Após os Jogos, os apartamentos e casas foram alugados ou vendidos. Parte das moradias foi transformada em serviços públicos, incluindo escolas e creches. A população do bairro era de 4.912 habitantes em 2006 e de 5.802 habitantes em 2016.

### Atenas 2004
A aldeia olímpica está localizada no município de Acharnes, ao pé do Parnes, a 23 quilômetros ao norte de Atenas. Os jogadores de futebol também são hospedados em hotéis em Heraklion, Patras, Thessaloniki e Volos.
A construção da aldeia é realizada sob a responsabilidade da Organização de Habitação Social Grega com a intenção de transformá-la inteiramente em habitação social após os Jogos. Ela é emprestada ao comitê organizador durante os Jogos e depois devolvida ao OEK. Durante a construção, vestígios arqueológicos foram encontrados, incluindo um aqueduto de Adriano. O sítio arqueológico foi preservado e integrado no projeto imobiliário.
Com uma área de 124 hectares, pode hospedar 17.000 pessoas em 366 residências, compreendendo 2.292 apartamentos. Essas residências foram construídas por arquitetos com 19 estilos diferentes para evitar a monotonia. Cada bloco de edifícios possui um centro para residentes que fornece serviços para 600 pessoas. Dois centros maiores, chamados Athena e Phevos, como as mascotes dos Jogos, oferecem, entre outras coisas, salas de jogos, um centro de massagens, um escritório de achados e perdidos e um cybercafé. O cybercafé tem uma capacidade três vezes superior ao dos Jogos anteriores, mas a demanda é tão alta que as horas de abertura de um deles foram estendidas.
O restaurante principal tem capacidade para 6.250 pessoas; há também um segundo restaurante, com capacidade para 650 pessoas e aberto em horários fixos, além de cafés e lanchonetes.
O transporte das equipes é assegurado por 350 ônibus que servem 37 locais de competição e 58 outros locais, incluindo locais de treino, o centro da cidade e o aeroporto. 29 paradas de shuttles internos em um circuito de 4,2 km permitem o deslocamento dentro da aldeia.
As primeiras equipes chegam em 30 de julho de 2004 e as últimas deixam o local em 1º de setembro. Após os Jogos, o bairro é, conforme previsto, transformado em habitação social. As moradias são distribuídas à população por sorteio. Por falta de manutenção e devido à crise econômica que abalou o país, o local se deteriora rapidamente. Apesar dos 6 a 27 bilhões de euros investidos para esses jogos olímpicos e dos 100 milhões anuais previstos para sua manutenção, a aldeia foi abandonada.

### Pequim 2008
O vilarejo olímpico dos Jogos Olímpicos de Verão de 2008 foi construído no Olympic Green, no distrito de Chaoyang em Pequim. As competições de vela ocorreram em Qingdao, onde aproximadamente 700 pessoas foram alojadas nas habitações adjacentes a um novo centro de vela a dez minutos a pé do local da competição. Em Hong Kong, cerca de 450 pessoas foram hospedadas em hotéis a 2 e 15 quilômetros das competições equestres. Um hotel também serviu para acomodar os jogadores de futebol em Tianjin, Xangai, Shenyang e Qinhuangdao.
O meio ambiente, a arquitetura e a cultura foram apresentados como prioridades do projeto. A arquitetura visava ser puramente chinesa. O layout e as decorações das áreas residenciais representavam diferentes regiões da China: um pórtico de madeira evocava o sudoeste do país, uma área se assemelhava a um jardim com pontes e riachos do sudeste, e uma terceira área imitava as montanhas e águas, brancas e azuis, do nordeste do país. Ela também incorporava tecnologias ecológicas: iluminação LED, tijolos permeáveis para coletar água da chuva, filtragem de águas residuais através da vegetação e instalação de 6.000 m² de painéis solares para aquecimento e água quente. No entanto, o vilarejo olímpico foi muito criticado por seu uso abusivo de água, agravando a seca das regiões circundantes.
O vilarejo olímpico, em uma área de 66 hectares, tinha capacidade para 16.000 pessoas alojadas em 42 edifícios segmentados em 3.276 apartamentos, totalizando 9.993 quartos. O sul do vilarejo abrigava os atletas e o norte era reservado para infraestruturas comuns. O restaurante principal tinha capacidade para 6.000 pessoas.
Os atletas foram convidados para eventos culturais como espetáculos de dança e canto tradicionais, iniciações à língua e escrita chinesas e aulas de artesanato.
O transporte dos atletas foi assegurado por ônibus shuttle em direção aos locais de treino e competição. Três linhas de shuttle e veículos elétricos, incluindo scooters, foram disponibilizados para deslocamentos dentro do vilarejo.
As primeiras equipes, incluindo a equipe chinesa, chegaram em 27 de julho de 2008 e as últimas partiram em 27 de agosto. Após os Jogos, a parte norte do vilarejo foi incorporada ao parque circundante. Alguns locais, como a praça das bandeiras e a praça da paz, tornaram-se locais públicos de comemoração dos Jogos. Os edifícios residenciais foram transformados em apartamentos e postos à venda em 2009.

### Londres 2012
O vilarejo olímpico dos Jogos Olímpicos de Verão de 2012 é construído em Stratford, adjacente ao parque olímpico. Os participantes das provas de remo e de sprint em canoagem são hospedados em Egham, no campus da Royal Holloway, a alguns quilômetros de Dorney Lake, onde a competição ocorre. Os participantes das provas de vela, cerca de 500 pessoas, são alojados em um vilarejo com 77 pequenas casas a oito minutos de carro do local das provas: os organizadores identificaram o local quando ele já estava em construção para fins residenciais e o alugaram para os Jogos. Jogadores de futebol são hospedados em hotéis em Cardiff, Coventry, Glasgow, Manchester e Newcastle.
O bairro foi revitalizado graças aos Jogos. Os escritórios de arquitetura foram selecionados pela Olympic Delivery Authority e Lend Lease em parceria com a Architecture Foundation. As obras começaram em 2008 e envolveram 16.500 pessoas. Incluíram a cobertura de 400 metros de uma antiga via férrea e a construção de três pontes sobre as ferrovias próximas para conectar o bairro ao resto da cidade.
O bairro se estende por cerca de 37 hectares, dos quais cerca de dez são dedicados a áreas verdes, com pátios internos e um parque central. Onze blocos residenciais, totalizando 63 edifícios e 2.818 unidades habitacionais em mais de 250.000 m², abrigam cerca de 17.000 pessoas. Os blocos de edifícios cercam um pátio interno, conforme a tradição arquitetônica londrina, e vários arquitetos foram envolvidos para variar os estilos e abordagens. O centro de fitness, com mais de 1.200 m², conta com cerca de 100 treinadores pessoais e mais de 750 máquinas. Há também uma pista de corrida no parque e cestas de lanches energéticos para levar. O vilarejo olímpico é adornado com muitas esculturas e cerca de vinte trupes de artistas de rua estão ativas. A empresa Innocent organizou a distribuição de bebidas no vilarejo olímpico.
As primeiras equipes chegaram em 16 de julho de 2012. As cerimônias de boas-vindas incluíram uma performance artística por jovens artistas do National Youth Theatre, e os hinos nacionais, arranjados por Philip Sheppard, foram gravados em cinquenta horas por 36 músicos da Orquestra Filarmônica de Londres.
As primeiras equipes chegaram em 16 de julho de 2012 e as últimas partiram em 15 de agosto. Após os Jogos, algumas infraestruturas foram desmontadas, como o restaurante principal de 5.000 lugares. O bairro foi renomeado para East Village e se tornou residencial, com a abertura da Chobham Academy. A policlínica dos Jogos permaneceu como um centro de saúde nomeado em homenagem a Ludwig Guttmann, o fundador dos Jogos Paralímpicos. East Village é composto por 3.000 casas, e apartamentos de dois quartos foram vendidos por mais de um milhão de dólares alguns anos depois.
sentada como uma prioridade nos projetos dos vilarejos, com mais ou menos esforços concretos

### Rio 2016
- Primeira olimpíada realizada na América do Sul.

A Vila Olímpica do Rio de Janeiro 2016 abriga os atletas e os membros das equipes técnicas. Localizada no bairro de Barra da Tijuca, é constituída por 31 edifícios com 3.604 apartamentos, podendo acomodar 17.950 pessoas. Trata-se assim da maior vila olímpica da história dos jogos, o que a torna a maior vila olímpica da época.
Apesar dos títulos de propriedade dos moradores da Vila Autódromo, a prefeitura do Rio de Janeiro reduziu em 83% o tamanho original da comunidade, mediante desapropriações e expulsões. Após confrontos constantes com a polícia para resistir às expulsões, as famílias envolvidas elaboraram um plano de urbanização para transformar a Vila Autódromo em um lugar com uma nova infraestrutura urbana de qualidade. As obras começaram em 2011. Duas semanas antes dos Jogos, apenas 12 dos 31 edifícios atendiam às normas de segurança vigentes. Os australianos foram hospedados em hotéis, assim como as jogadoras de futebol suecas, enquanto outras equipes contrataram pessoal para a limpeza dos apartamentos.
Cada apartamento tem três ou quatro quartos, uma sala de estar, uma varanda e serviços de lavanderia. Foram construídos 3,8 km de ciclovias internas. A rua interna da vila é reservada para pedestres e separa a área residencial da área de serviços. Há também lojas, cafés, restaurantes, uma zona internacional, um refeitório principal com capacidade para 6.800 lugares e um terminal de transporte. Antes dos Jogos, Thomas Bach inaugurou um local de recolhimento constituído por duas pedras provenientes de Olímpia durante uma cerimônia organizada em memória das pessoas falecidas durante uma edição dos Jogos Olímpicos. Os atletas podem acessar em dez minutos a pé uma praia reservada para eles.
Para que a vila esteja a menos de dez minutos dos locais de competição, vias exclusivas a conectam, mediante 300 ônibus, aos outros locais olímpicos. A Transolímpica, uma via expressa de 23 quilômetros, permite que carros e ônibus façam a ligação entre a vila na Barra e o site de Deodoro. Hotéis hospedam as equipes de futebol em Manaus, São Paulo, Brasília, Belo Horizonte e Salvador.
As primeiras delegações chegaram à vila em 18 de julho de 2016, e o local abriu oficialmente em 24 de julho. As últimas equipes partiram em 24 de agosto de 2016. Após os Jogos, a vila foi transformada em apartamentos de luxo que acabaram sendo abandonados. De fato, o preço do mercado caiu 20% no ano que precedeu os Jogos, e apenas 240 apartamentos foram vendidos dos 3.604 disponíveis.

### Tóquio 2020
- Evento realizado no verão de 2021 devido à pandemia de COVID-19.

A aldeia olímpica, situada no bairro Harumi Futo, tem uma decoração toda feita de papelão. As camas, em particular, consistem em um colchão simples colocado sobre caixas de papelão recicláveis. Cada edifício tem um tema visual diferente em tons de azul; o bairro é dividido em quatro partes chamadas Sol, Parque, Porto e Mar.
Devido às restrições sanitárias, os membros da família dos atletas não estão autorizados a visitar a aldeia olímpica, exceto os bebês das mães lactantes, que têm acomodação reservada nas proximidades da aldeia.
A construção da aldeia olímpica custa cerca de 2 bilhões de dólares, com um custo adicional devido à falta de mão de obra disponível durante a pandemia de Covid-19. Onze empresas se uniram para construir 21 torres no bairro. Os prédios têm de 14 a 18 andares, com um total de 3.600 quartos, o suficiente para acomodar 18.000 atletas. O grande refeitório é dividido por muitos painéis de plexiglass e os atletas são incentivados a comer sozinhos; uma "clínica contra a febre" também foi criada para isolar e cuidar das pessoas que testassem positivo ou que tivessem sido contatos próximos de casos de Covid-19.
Como nos Jogos anteriores, é realizada uma distribuição de preservativos; 160.000 preservativos são oferecidos aos atletas. Os organizadores incentivam os atletas a não usá-los, mas a guardá-los como lembrança e a considerá-los como um incentivo para sensibilizar seus países sobre as infecções sexualmente transmissíveis.
Após os Jogos Olímpicos, o local é renomeado Harumi Park e permite abrigar cerca de 12.000 pessoas. Duas torres são construídas entre 2020 e 2024, totalizando 5.650 apartamentos postos à venda ou para aluguel.

### Paris 2024
- Primeira olimpíada a garantir a igualdade de gênero em suas competições.

O vilarejo olímpico de Saint-Denis é um vilarejo olímpico localizado em Seine-Saint-Denis (Île-de-France), especialmente construído para receber os atletas durante os Jogos Olímpicos e Paralímpicos de Verão de 2024 em Paris.
Construído principalmente no município de Saint-Denis, ele também se estende pelos municípios de Saint-Ouen-sur-Seine e L'Île-Saint-Denis. Situado em parte na ilha Saint-Denis, a travessia do rio Sena será feita por meio de uma passarela para pedestres projetada pelos arquitetos Thomas Lavigne e Cecilia Amor, que ligará a ilha aos estúdios na área da Cité du Cinéma, ao redor da qual duas outras parcelas serão integradas ao local. O local fica a cerca de 1,3 km da estação de metrô Saint-Denis Pleyel, que conta com a extensão da linha 14, mas ainda não as linhas 15, 16 e 17 na abertura dos Jogos.
O local, imaginado pelo arquiteto Dominique Perrault, tem o objetivo de hospedar 14.500 atletas olímpicos e, posteriormente, 9.000 atletas paralímpicos e suas equipes técnicas, do dia 26 de julho até 8 de setembro de 2024. Está previsto que o local seja reabilitado para se transformar em um novo bairro.

#### Reclamações e queixas
A vila parisiense tem sido alvo de várias reclamações por parte dos atletas e delegações. As principais queixas incluem a falta de ar-condicionado nos quartos, a qualidade das camas de papelão e a alimentação oferecida. A decisão de não instalar ar-condicionado foi tomada em nome da sustentabilidade, mas gerou desconforto devido ao calor intenso esperado durante o verão parisiense.
O cardápio foi planejado para ser o mais vegetariano possível, excluindo opções de fast food, o que desagradou muitos atletas acostumados a uma dieta mais variada. A intenção era promover uma alimentação saudável e sustentável, mas a execução deixou a desejar para alguns competidores. As camas de papelão, introduzidas pela primeira vez nos Jogos de Tóquio 2020, foram novamente utilizadas em Paris 2024. Essas camas são feitas de materiais recicláveis e podem suportar até 200 kg. No entanto, foram alvo de críticas por serem consideradas desconfortáveis e "antissexo". A ausência de ar-condicionado nos quartos foi uma das maiores fontes de insatisfação. Em resposta às queixas, o Comitê Organizador permitiu que cada país comprasse e instalasse seus próprios aparelhos de ar-condicionado, mas isso gerou desigualdade entre as delegações, já que nem todos os países tinham recursos financeiros para arcar com esses custos adicionais.

### Los Angeles 2028
Uma das principais suposições para os Jogos Olímpicos de Los Angeles 2028 é que a cidade não construirá novos edifícios especificamente para o evento. Em vez disso, a organização planeja utilizar e reaproveitar estruturas já existentes, incluindo aquelas usadas em Olimpíadas passadas. Isso visa criar um modelo de construção sustentável e economicamente viável, que pode ser replicado por outras cidades no futuro. A Vila Olímpica será integrada ao tecido urbano existente, aproveitando a infraestrutura já disponível na cidade. Isso inclui a utilização de locais de futebol situados na área metropolitana de Los Angeles e em outras principais cidades da Califórnia.

### Brisbane 2032
O governo de Queensland local divulgou projetos visuais da vila dos atletas para os Jogos, gentrificandoa área de Northshore Hamilton assim como a Expo '88 revitalizou South Bank. A vila possuirá mais de 10.000 camas, localizada em um local atualmente industrial, distante 6 quilômetros do centro da cidade. Estará em uma localização beira-mar de Northshore. Pós-Jogos a vila oferecerá várias opções de moradia.

## Jogos de Inverno
As vilas olímpicas dos Jogos de Inverno são locais onde atletas de esportes como esqui, snowboard, patinação artística e hóquei no gelo se reúnem para competir pelo ouro. Essas vilas não apenas servem como alojamentos temporários para os atletas, mas também como pontos de encontro cultural e social, onde diferentes nacionalidades e tradições se entrelaçam em um cenário de neve e gelo.
Diferentemente dos Jogos de Verão, onde as vilas olímpicas geralmente são construídas em áreas urbanas ou suburbanas, as vilas dos Jogos de Inverno são frequentemente situadas em regiões montanhosas ou áreas de resorts de esqui. 
Durante os Jogos Olímpicos de Inverno de 2014 realizados na Rússia, por exemplo, surgiram várias críticas sobre as condições das acomodações, com relatos de quartos inacabados, problemas de encanamento e falta de segurança. Esses problemas trouxeram à tona a dificuldade de organizar um evento de tal magnitude em locais remotos e muitas vezes desafiadores do ponto de vista logístico.

### Oslo 1952
Os Jogos Olímpicos de Inverno de 1952 são os primeiros Jogos de Inverno a beneficiarem de uma vila olímpica sob a forma de três locais de alojamento. No entanto, o formato não é o típico dos Jogos de Verão, pois trata-se mais de três bairros espalhados pela cidade, acompanhados de três hotéis próximos aos equipamentos em altitude.
A primeira vila olímpica está em Sogn, na rua Jon P. Erliens, no bairro de Nordre Aker, em Oslo. Ela abriga 600 participantes e seus treinadores em seis edifícios de três andares e 363 apartamentos. A segunda vila olímpica está em Ullevaal, no bairro de St. Hanshaugen, em Oslo. Ela acomoda 400 pessoas em 256 quartos distribuídos em dois edifícios de oito andares. A terceira vila olímpica, em Iladalen, está no bairro de Sagene, em Oslo. Ela abriga 200 pessoas em 121 quartos. Cada um dos três locais oferece um escritório postal, telefones, telégrafos e um serviço de lavanderia; diferentes espaços são oferecidos a prestadores de serviços para instalar comércios.
As duas primeiras vilas olímpicas beneficiam de instalações temporárias adicionais: entradas principais cobertas, uma sala de jantar e uma cozinha central que fornece 3.600 refeições por dia em Ullevaal e um serviço de refeições para levar. A pintura exterior do edifício temporário de Ullevaal é realizada por voluntários apaixonados por esportes. Por fim, três hotéis, incluindo um construído para a ocasião, acomodam os participantes das provas de descida e slalom gigante, ou seja, cerca de 250 pessoas, em Norefjell, a 120 quilômetros de Oslo.
As mulheres são alojadas com os homens por razões práticas: é a primeira vez que atletas de ambos os gêneros compartilham uma vila olímpica.
As delegações são distribuídas de acordo com suas próprias preferências, geralmente agrupadas por regime alimentar.
Após os Jogos, Sogn se transforma em uma vila para estudantes. Os edifícios em Ullevaal são usados para hospedar o pessoal do hospital vizinho ou são convertidos em moradias estudantis, e as moradias em Ila tornam-se uma residência para idosos.

### Squaw Valley 1960
A vila olímpica dos Jogos Olímpicos de Inverno de 1960 está localizada em Chamonix Place, no Squaw Valley. O projeto foi anunciado desde a candidatura da cidade. O investidor Alex Cushing apresentou uma maquete da vila olímpica ao comitê de seleção, o que o convenceu a escolher este local em vez de Innsbruck, que até então era a favorita. Esta é a primeira vila olímpica propriamente dita, semelhante às de verão, na história dos Jogos de Inverno.
Inicialmente, estava previsto que a vila fosse instalada às margens do Lago Tahoe, a dez minutos da cidade, mas acabou sendo construída na cidade para estar a cinco minutos a pé de todas as áreas de competição, exceto do biatlo e do esqui cross-country. A construção ocorreu do verão de 1957 a março de 1959.
Quatro edifícios de três andares e 75 quartos cada foram construídos para acomodar 1.200 pessoas. Um dos edifícios foi reservado para mulheres. Cada um dos quatro edifícios possui uma sala de massagem e uma sauna. Um edifício multifuncional, chamado Athletes' Center ("Centro dos Atletas"), abriga um refeitório com 900 lugares e uma varanda externa, uma área de entretenimento e um serviço de lavanderia. À noite, o refeitório era convertido em auditório para abrigar espetáculos, incluindo apresentações de Danny Kaye e Esther Williams. Um cinema exibia filmes continuamente das 13h às 21h e outro edifício tinha uma sala de relaxamento com jukebox, tênis de mesa e jogos de tabuleiro. Havia também um centro de acolhimento e transporte, um centro médico e lojas, além de uma pista de patinação para treinamento.
Uma atenção especial foi dada às refeições na vila olímpica, e pelo menos um prato típico de cada um dos países participantes estava no menu durante os Jogos. Os organizadores afirmaram não ter recebido nenhuma reclamação dos atletas, embora alguns treinadores tenham expressado preocupação com o fato de seus competidores ganharem muito peso durante a competição.
Durante os Jogos, o local foi adicionado aos California Historical Landmarks. Após os Jogos Olímpicos, a vila foi usada como hotel. Em 1977, o Comitê Olímpico dos Estados Unidos a utilizou como centro de treinamento por alguns anos, e em 1990, o local foi remodelado em apartamentos e centro de conferências, e dois edifícios foram demolidos. Em 2021, a cidade foi renomeada Palisades Tahoe devido ao significado racista e sexista da palavra "squaw".

### Innsbruck 1964
A vila olímpica dos Jogos Olímpicos de Inverno de 1964 está localizada nas ruas Schützenstrasse e An-der-Lan-Strasse de Innsbruck, relativamente longe de todas as infraestruturas esportivas. Cerca de 450 pessoas (250 atletas e 200 oficiais) participantes do biatlo, do combinado nórdico, do salto de esqui em trampolim de 70 metros e do esqui cross-country são alojadas em hotéis em Seefeld.
Quatro edifícios de cerca de dez andares cada um são construídos e divididos em 273 unidades residenciais previstas para acomodar cerca de 2.000 pessoas. Essa construção ocorreu entre janeiro de 1961 e o final de 1963, como parte da construção de um bairro inteiro: oito edifícios (totalizando 689 moradias) foram criados, dos quais apenas quatro foram utilizados para os Jogos. Três edifícios foram reservados para homens e um edifício foi compartilhado entre atletas femininas e funcionárias da vila. Os móveis foram todos emprestados pelo exército austríaco; como não havia lavanderia de tamanho suficiente em Innsbruck, a roupa de cama foi tratada em Wattens. Um edifício térreo complementava o complexo com um escritório de informações, um espaço para visitantes e um centro de lazer de 18 salas, incluindo uma sala de leitura, uma sala de música e um cinema. Uma sauna foi disponibilizada pela cidade; os atletas também tinham acesso a uma casa de chá e um serviço de reparo de roupas.
Cada um dos quatro edifícios tinha um restaurante no andar térreo, oferecendo quatro tipos de comida: alemã e austríaca, francesa e italiana, escandinava e anglo-americana ou eslava e oriental. O entretenimento incluía, entre outras coisas, noites com artistas como Eddie Fisher e Vico Torriani.
As primeiras equipes chegaram em 15 de janeiro de 1964 e as últimas deixaram o local em 12 de fevereiro. Após os Jogos, os edifícios utilizados para criar a vila olímpica tornaram-se edifícios de aluguel; a vila olímpica de 1976 foi construída logo ao lado da antiga.

### Grenoble 1964
A principal é o bairro homônimo no sexto setor de Grenoble, que é uma Zona de Urbanização Prioritária. Entre 1954 e 1962, a cidade teve um dos maiores índices de crescimento do país e a construção do bairro apoiou a modernização urbana e visou a limitar a escassez de moradias. O antigo aeroporto de Eybens-Échirolles sendo muito velho e pequeno para sediar os Jogos, tornou-se o local da nova vila olímpica.
Os trabalhos ocorreram de 1º de abril de 1966 a novembro de 1967. Foi projetada por Maurice Novarina para acomodar cerca de 2.000 pessoas em uma nova residência universitária, com fachadas predominantemente de madeira. Esta conta com onze edifícios de quatro ou cinco andares com um total de 800 quartos individuais, além de 300 quartos individuais em uma residência para jovens trabalhadores e 62 apartamentos em uma torre de 15 andares. O complexo é dividido em duas partes. De um lado, está a vila olímpica dos atletas e de seu pessoal; do outro, os serviços administrativos do comitê organizador, os organismos parceiros e os serviços públicos. Peggy Fleming deixou rapidamente a vila olímpica após sua competição para se hospedar em um hotel em frente à estação de Grenoble, afirmando que todos os atletas adoeceram no local; foi o caso de Dianne Holum, que contraiu uma gastroenterite e teve que abandonar o treinamento.
As outras duas vilas olímpicas estão localizadas nas estações de neve de Autrans e Chamrousse para evitar um retorno diário ao vale. Petula Clark, Dalida e Gilbert Bécaud se apresentaram lá, e as duas vilas foram equipadas com televisores, bibliotecas, pistas de dança, mesas de bilhar e uma pista de boliche. Em Autrans, cerca de 650 pessoas se prepararam para as disciplinas nórdicas. A vila está a 32 quilômetros de Grenoble e foi construída para a ocasião, com exceção de dois edifícios de moradias reformados. A vila foi convertida em um centro de juventude e acomodações familiares após os Jogos. Em Chamrousse, cerca de 350 pessoas participaram das competições alpinas. Os chalés de uma vila existente, destinados a colônias de férias e estadias escolares, foram adaptados.
Após os Jogos, o bairro em Grenoble tornou-se residencial como previsto e manteve o nome de Vila Olímpica. No entanto, não obteve a popularidade esperada e tornou-se um dos bairros mais pobres da cidade.

### Sapporo 1972
A vila olímpica dos Jogos Olímpicos de Inverno de 1972 está localizada em Makomanai Izumi-machi, no distrito de Minami-ku, em Sapporo. Todos os locais de competição estão suficientemente próximos do alojamento para permitir um retorno no mesmo dia, sendo o local mais distante o Monte Eniwa, a 32 quilômetros da vila.
Enquanto Grenoble e Innsbruck investem massivamente na construção de seus novos bairros, Sapporo gasta mais orçamento na implementação de transportes públicos, especialmente no sistema Shinkansen, e na manutenção das estradas da cidade. No entanto, a vila é de fato um novo local com 23 edifícios de cinco andares e dois de onze andares, sendo comparada pela Sports Illustrated a LeFrak City.
A vila olímpica está localizada a cerca de 6,5 quilômetros ao sul do centro de Sapporo. Foi construída para a ocasião, a partir de meados de abril de 1971, substituindo a escola de polícia de Hokkaido. Apresenta-se sob a forma de dois edifícios de onze andares e 18 edifícios de cinco andares em uma área de aproximadamente 150.000 m², totalizando 772 unidades habitacionais que podem acomodar 2.300 pessoas. Os dois edifícios de onze andares são reservados para mulheres, enquanto os de cinco andares são destinados aos homens. Um edifício de um andar, com cerca de 550 m², serve como clínica. O restaurante é um edifício temporário dividido em quatro salas de jantar, cada uma podendo acomodar 228 pessoas, e um total de 33.075 refeições são servidas durante a abertura da vila. A vila inclui, notavelmente, um banho de íons e um auditório que oferece espetáculos musicais e de prestidigitação, bem como um teatro. Atividades culturais, incluindo ikigai, cerimônia do chá e origami, são oferecidas aos atletas.
A vila abre em 12 de janeiro de 1972 e fecha em 17 de fevereiro. Após os Jogos, a vila olímpica torna-se um bairro residencial, conforme planejado.

### Innsbruck 1976
A vila dos Jogos Olímpicos de Inverno de 1976 é construída logo ao sul da que foi usada em 1964. A vila olímpica, financiada pela cidade, exigiu um investimento de 394 milhões. Desde 1965, a cidade considerava a extensão da vila e fez uma licitação. No contexto da desistência de Denver como cidade-sede dos Jogos Olímpicos de Inverno de 1976, Innsbruck se ofereceu em 1972 e foi escolhida em 1973, três meses antes da colocação da primeira pedra das obras em 3 de maio de 1973.
Trata-se de aproximadamente 51.000 m² de área habitável na forma de 19 edifícios residenciais e vilas administrativas. No total, são 35 edifícios residenciais com 642 apartamentos, uma piscina coberta com sauna e uma escola com três ginásios. Localizados ao lado da vila olímpica de 1964, os edifícios se somam aos seus oito antigos prédios.
Durante os Jogos, uma zona de segurança é instalada. Ela cobre o alojamento das delegações e seus serviços auxiliares, ou seja, vinte edifícios residenciais, a escola e a recepção. Fora do perímetro, os outros quinze edifícios abrigam parte dos oficiais e do pessoal da vila. As entradas e saídas são controladas e portões metálicos com sensores eletrônicos cercam o complexo. A escola serve como clínica, centro comercial e refeitório com 750 lugares. Os oficiais têm um refeitório com 950 lugares em um ginásio. O centro de lazer é o mesmo edifício de 1964 e possui salas de entrevista para permitir a troca entre a imprensa e os atletas. O local inclui, entre outras coisas, um cinema, um bar de produtos lácteos, uma discoteca e um cassino onde os prêmios são pacotes de café e calendários.
Após os Jogos, a vila olímpica torna-se um novo bairro residencial e as infraestruturas esportivas e públicas são mantidas.

### Lake Placid 1980
A vila olímpica dos Jogos Olímpicos de Inverno de 1980 é construída em Ray Brook, entre Lake Placid e Saranac Lake. Na época da seleção da cidade-sede, foi considerado hospedar os atletas em uma dúzia de edifícios próximos a Lake Placid. O projeto foi finalmente transferido para Ray Brook, no local de um antigo sanatório. O local fica a 11 quilômetros de Lake Placid e a 45 minutos de carro do local de competição mais distante. Todas as viagens são asseguradas por ônibus-shuttle.
As obras são financiadas pelo Congresso americano no valor de 28 milhões de dólares, com a condição de que a vila seja posteriormente convertida em prisão: a Adirondack Correctional Facility e a Federal Correctional Institution Ray Brook. Manifestações foram organizadas a partir de 1979, particularmente pelo grupo Stop the Olympic Prison ("Pare a prisão olímpica"). O prefeito de Lake Placid, por sua vez, afirma que o projeto deve criar 200 empregos estáveis, enquanto a cidade tem uma das taxas de desemprego mais altas do país.
Várias delegações olímpicas protestam contra o conceito. No entanto, após a tomada de reféns em Munique, a alta segurança da vila olímpica e a realização dos Jogos em uma pequena cidade de montanha, em vez de um grande centro urbano, são argumentos positivos para os organizadores. O presidente do Comitê de Alojamento dos Atletas do COI consegue negociar o adiamento da instalação das cercas de arame farpado até o final dos Jogos. Michael Morris especifica em seu guia de organização dos Jogos que um quarto individual deve medir pelo menos dez metros quadrados, enquanto em Lake Placid, os quartos duplos medem nove. Os noruegueses, suecos, italianos, alemães orientais e ocidentais, assim como os australianos, são finalmente alojados em outro lugar, o que complica os problemas de segurança dos Jogos. Moradores da região são expulsos de suas casas por proprietários que podem alugar os apartamentos por muito mais caro para as equipes olímpicas. Excepcionalmente, o COI decide que as equipes que optarem por não serem alojadas na prisão não terão que pagar a taxa que normalmente se aplica, quer sejam alojadas na vila olímpica ou não, mas anuncia que cada delegação deve garantir sua própria segurança fora dos locais. No entanto, uma vez no local, os atletas se declaram mais satisfeitos do que o previsto.
Em uma área de 15 hectares, onze edifícios acolhem 1.500 camas sob a forma de 937 celas de 2,5 por 4 metros com paredes de blocos de concreto e uma pequena janela com grades. 512 camas são compartilhadas entre 64 casas pré-fabricadas, cada uma com oito quartos individuais. No total, a capacidade do local é de cerca de 2.000 pessoas.
As primeiras equipes chegam em 28 de janeiro de 1980 e as últimas partem em 29 de fevereiro. Conforme previsto, o local é transformado em um centro correcional com capacidade para mil pessoas seis meses depois.

### Sarajevo 1984
A vila olímpica "A" dos Jogos Olímpicos de Inverno de 1984 está localizada no bairro de Mojmilo, em Sarajevo, a oeste da cidade. Foi projetada por Milan Medić. A seleção da cidade olímpica baseia-se, entre outros fatores, na proximidade de Mojmilo com as provas de montanha. Inicialmente, o comitê organizador planejava alojar os atletas em dormitórios da cidade universitária Nedzarici. Um edifício com 1.000 camas foi construído para esse fim, mas as infraestruturas de alojamento não eram suficientes e a área do local era muito limitada para instalar todos os edifícios anexos. O comitê organizador optou finalmente, dois anos antes do evento, pela construção de uma vila especial, que considerou mais confortável para os atletas e mais alinhada com o espírito dos Jogos. Escolheu o bairro de Mojmilo, que já estava destinado a se tornar um novo bairro residencial.
A construção da vila olímpica A começou em julho de 1982 e terminou em setembro de 1983. A vila possui, entre outras coisas, uma discoteca, uma sala de concertos, um teatro, um cinema e uma sala de jogos; também tem um restaurante self-service com 800 lugares, em uma área de 3.600 m². Uma parte da vila é aberta a jornalistas e visitantes. Com um tamanho de 12 hectares, a vila olímpica inclui 639 apartamentos de um, dois ou três quartos, representando 2.250 camas. O transporte dos atletas é feito por ônibus, minicarros e carros.
A vila B, em Igman, acomoda 502 pessoas em quartos de um a quatro leitos para as provas de esqui cross-country, combinado nórdico e biatlo. A vila é na realidade um hotel construído entre 1981 e 1983, com base nos planos de Ahmed Duvic, nas encostas do Monte Igman; inclui um restaurante self-service com 360 lugares e um centro de imprensa. Assim como na vila principal, concertos são organizados com cantores famosos da Iugoslávia.
As primeiras equipes chegaram à vila A em 25 de fevereiro de 1984. Após a partida das últimas equipes, a vila deveria se tornar um bairro residencial, o restaurante um centro comercial, a sala de credenciamento um cinema e o centro de lazer uma creche. No entanto, a guerra da Bósnia-Herzegovina levou à destruição do bairro em abril de 1992. Em 1996, a cidade de Barcelona, anfitriã dos Jogos Olímpicos de Verão de 1992, anunciou que assumiria os custos de reconstrução da vila olímpica; a renovação foi concluída em 1999. As duas cidades foram geminadas em 2000 e decidiram participar juntas na seleção da cidade-sede para os Jogos Olímpicos de Inverno de 2030. A vila B, também destruída durante a guerra, permanece abandonada.

### Calgary 1988
Dois campus principais são criados para os Jogos Olímpicos de Inverno de 1988, um em Calgary no campus da Universidade de Calgary e outro em Canmore no centro de lazer local, ao noroeste da cidade. A vila de Canmore abriga os atletas de esqui cross-country e biatlo.
Em Calgary, as infraestruturas são novas ou existentes e abrigam 2.000 pessoas em sete residências universitárias, das quais duas são do tipo dormitório e cinco com apartamentos. Em 1986, o comitê organizador e a Universidade de Calgary assinaram um acordo para a instalação da vila olímpica no campus; o governo de Alberta financiou a construção de novas unidades habitacionais. Durante os Jogos, as aulas foram interrompidas e 900 estudantes tiveram que ser alojados em lares privados. A vila fica a quinze minutos de carro do centro da cidade. Possui um pavilhão de refeições com capacidade para 800 pessoas, que oferece cinco pratos principais em cada refeição, além de um bar com 350 lugares que serve lanches fora dos horários das refeições. A vila oferece várias infraestruturas esportivas, incluindo uma piscina olímpica, quadras de squash, uma sala de aeróbica e uma pista de corrida de 200 metros. Todas as instalações da vila de Calgary estão conectadas por uma rede de corredores subterrâneos para enfrentar as condições climáticas de inverno. Trata-se da primeira vila olímpica de inverno a enfatizar a ecologia.
Em Canmore, todas as infraestruturas são novas. Os locais se estendem por sete hectares e abrigam 578 pessoas distribuídas em quinze residências de quartos individuais. O terreno pertence parcialmente à cidade de Canmore e parcialmente ao clube de golfe local. As novas estruturas incluem uma piscina, uma pista de curling e um chalé; o restante consiste em quinze trailers temporários para abrigar os atletas. Esses trailers são revestidos de madeira para se parecerem com chalés de montanha. Quatorze deles abrigam 41 pessoas e o último tem capacidade para 25 pessoas. Os hóspedes desta vila têm acesso aos mesmos serviços que os de Calgary, em menor escala. Durante os Jogos, uma cantina com 450 lugares substitui a pista de curling.
Uma última residência, chamada Owasina, está localizada no campus do Instituto de Tecnologia de Alberta do Sul em Calgary. Ela abriga 491 atletas que participam dos esportes de demonstração, oficiais e voluntários; foi renovada antes dos Jogos.
As primeiras equipes chegam em 31 de janeiro de 1988 e as últimas partem em 2 de março. Após os Jogos, a Universidade de Calgary herdou as estruturas de alojamento construídas na cidade e a cidade de Canmore transformou sua vila em um bairro residencial.

### Albertville 1992
A vila olímpica principal dos Jogos Olímpicos de Inverno de 1992 está localizada em Brides-les-Bains, a cerca de vinte quilômetros de Albertville; esta vila abriga os atletas de patinação de velocidade em pista longa e curta, patinação artística, salto de esqui, combinado nórdico e esquiadoras alpinas. Trata-se de um total de cerca de 1.300 pessoas, alojadas em sete hotéis e residências hoteleiras existentes. O comitê organizador efetua uma parceria com as estruturas hoteleiras para a duração dos Jogos; um restaurante fica aberto 20 horas por dia e um self-service o substitui durante as outras quatro horas do dia. Os primeiros atletas chegam ao vilarejo olímpico em 25 de janeiro de 1992 e os últimos partem em 26 de fevereiro; após os Jogos, os diferentes locais são devolvidos às suas empresas proprietárias.
Em Val-d'Isère e La Plagne, 500 pessoas são alojadas em centros de férias abertos de 2 a 23 de fevereiro, respectivamente para os homens no esqui alpino e para os atletas das provas de bobsleigh e luge. 350 pessoas são hospedadas em uma residência hoteleira em La Tania de 2 a 25 de fevereiro para o hóquei no gelo, e os esquiadores de cross-country e biatletas, ou seja, 650 pessoas, são alojados em duas unidades de alojamento de turismo social em Les Saisies e beneficiam dos mesmos serviços que na vila principal. Em 1º de fevereiro de 1992, turistas ainda estavam hospedados na vila olímpica de La Plagne, que foi organizada por uma grande equipe em quinze horas de trabalho, no mesmo dia da abertura. Em La Plagne e Les Saisies, 80 camas são substituídas por camas mais longas para atender às necessidades dos atletas mais altos.
Devido aos riscos de intempéries e à distância dos diferentes locais de competição, quatro outras vilas olímpicas foram estabelecidas, além de duas acomodações complementares em Pralognan-la-Vanoise e Les Arcs, respectivamente para as demonstrações de esqui de velocidade e curling.
A escolha de nove locais de alojamento diferentes, incluindo seis vilas olímpicas, foi muito criticada: acredita-se que o espírito olímpico não foi respeitado, pois os atletas não tiveram a oportunidade de se misturar. A construção de muitos edifícios de alojamento também foi qualificada como um "desastre ambiental" pelo COI.

### Lillehammer 1994
Desde a candidatura de Lillehammer para a seleção da cidade-sede dos Jogos Olímpicos de Inverno de 1994, estava previsto que a vila olímpica fosse dentro da cidade. A vila de Skaarsetlia está localizada a 3 quilômetros a nordeste do centro da cidade; ela se estende por 5,5 hectares e inclui 1.990 quartos com camas simples ou duplas, totalizando 2.650 camas.
Em 1991, o comitê olímpico decidiu transferir as provas de patinação para Hamar. Uma vila auxiliar foi então planejada nesta localidade, para 500 atletas que participariam nas provas de patinação de velocidade em pista longa e curta e patinação artística. A vila fica a três quilômetros do centro de Hamar, em um internato e na escola de música de Toneheim, com serviços mais restritos do que na vila principal.
Os 200 edifícios da vila principal são construídos em madeira, utilizando uma mistura de elementos pré-fabricados e técnicas tradicionais. A construção começou em 1992 e foi concluída em outubro de 1993. Os organizadores testaram os locais durante vários eventos nos quatro meses que antecederam os Jogos. Como as obras foram concluídas cedo, os voluntários foram treinados diretamente no local. O aquecimento é garantido por gás, energia solar, eletricidade e geotermia. Os atletas têm acesso, entre outras coisas, a uma discoteca, uma quadra de tênis, um campo de basquete e um piano bar que oferece noites temáticas. O restaurante tem capacidade para 1.000 pessoas em 2.000 m². Ele prevê um estoque de 3.000 bananas por dia para toda a população da vila olímpica, incluindo voluntários, treinadores e equipes de imprensa, mas os atletas as consomem sozinhos.
Os primeiros atletas chegaram em 29 de janeiro de 1994 e as últimas equipes deixaram o local em 2 de março. Apenas 185 casas construídas são permanentes, pois a cidade de Lillehammer é pouco populosa para tirar proveito delas. 141 casas permanentes foram vendidas para pessoas privadas e o centro de atividades foi transformado para receber serviços. 50 casas temporárias foram deslocadas para a Suécia e as outras foram disseminadas pela Noruega. As cercas ao redor da vila foram revendidas para fazendas no vale de Gudbrandsdalen.

### Nagano 1998
A vila olímpica dos Jogos Olímpicos de Inverno de 1998 está localizada no distrito de Imai em Kawanakajima. Foi projetada por Itsuko Hasegawa. 120 camas de hotel são reservadas em Karuizawa (que já havia hospedado a competição completa de equitação durante os Jogos de 1964) para as competições de curling, com atividades tradicionais japonesas como na vila principal, e 180 pessoas são alojadas na ala oeste de um hotel em Shiga Kogen para as provas de snowboard, em quartos duplos ou familiares.
Em uma área de 19 hectares, a vila olímpica inclui 1.032 apartamentos que acomodam 3.283 pessoas. A cidade de Nagano construiu um complexo residencial de 23 edifícios a 7 quilômetros do centro da cidade e alugou o local aos organizadores dos Jogos. Os móveis foram reutilizados desde os Jogos Asiáticos de 1994 em Hiroshima e a Universíade de Verão de 1995 em Fukuoka; todos os cabides foram oferecidos por grandes lojas ou habitantes de Nagano. O refeitório pode acomodar 1.000 pessoas simultaneamente e refeições para viagem são servidas em caixas que permanecem quentes devido a uma reação química entre óxido de cálcio e água. Cabines fotográficas foram instaladas por toda a vila e os atletas podem tirar fotos com o cenário de sua escolha e sair com adesivos. O centro cultural oferece arranjos florais, cerimônia do chá, curso de vestir kimono e danças e cantos tradicionais.
Com o objetivo de proteger o meio ambiente, todos os resíduos dos restaurantes são transformados em cerca de 50 quilos de fertilizante por dia.
As primeiras equipes chegaram em 24 de janeiro de 1998 e as últimas deixaram o local em 25 de fevereiro. Após os Jogos, parte da vila foi colocada para aluguel pela cidade e o restante foi colocado à venda.

### Salt Lake City 2002
A vila olímpica dos Jogos Olímpicos de Inverno de 2002 está instalada em infraestruturas existentes renovadas no campus da Universidade de Utah, em terrenos que anteriormente pertenciam à zona militar de Fort Douglas. Soldier Hollow é o local das competições de biatlo, esqui cross-country e combinado nórdico, ou seja, 450 pessoas que são alojadas em Heber City em oito hotéis e motéis a cerca de 70 quilômetros do vilarejo principal.
Com capacidade para 3.500 pessoas, a vila principal se estende por cerca de trinta hectares em edifícios de três ou quatro níveis: os edifícios militares são renovados e harmonizados com os edifícios universitários vizinhos com a construção de vinte novas residências. Na chegada, cada atleta recebe um cobertor de lã personalizado, feito por alunos do Estado. Oito recepções estão espalhadas pelo campus. Um restaurante provisório e um permanente acolhem 650 pessoas cada. Os organizadores preveem 1.760.000 metros de papel higiênico para o evento.
As primeiras delegações chegam em 29 de janeiro de 2002 e as últimas deixam o local em 26 de fevereiro. Conforme previsto, a vila olímpica torna-se um conjunto de novas residências para a universidade. Ao contrário da tendência dos Jogos, as infraestruturas sofrem com uma demanda excessiva.

### Turim 2006
Existem três vilas olímpicas nos Jogos Olímpicos de Inverno de 2006: uma em Turim, uma em Bardonecchia e uma em Sestriere. As três vilas combinam infraestruturas novas e existentes; a vila de Turim é a maior, com capacidade para 2.500 pessoas, seguida por Sestriere com 1.850 pessoas e, finalmente, Bardonecchia para 725 hóspedes. Na candidatura da cidade, o projeto propunha apenas a vila de Turim, uma escolha criticada pelo COI, que considerava que os tempos de viagem seriam muito longos. No entanto, o projeto se integra na linha da transformação urbana da cidade nos anos anteriores, o que foi apreciado pelo comitê de seleção. Pela primeira vez nos Jogos Olímpicos de Inverno, um muro da trégua foi inaugurado em cada um dos três locais.
Em Turim, a vila está localizada na rua Giordano Bruno, no bairro das Halles, uma zona histórica que data dos anos 1930. Ela se estende por 10 hectares na forma de uma residência com 652 apartamentos. As obras incluem a instalação do arco olímpico, com 69 metros de altura, que domina uma passarela ligando a vila olímpica ao bairro de Lingotto. As 2.500 pessoas que residem lá incluem atletas de curling, patinação (artística e de velocidade em pista curta e longa) e jogadores de hóquei. O COI criticou o ar poluído da cidade, considerando que poderia prejudicar os atletas, o que gerou protestos do comitê italiano, sem alterar significativamente os planos deste último.
A vila olímpica de Bardonecchia, na viale Della Vittoria, se estende por 2,9 hectares na forma de 310 quartos distribuídos em edifícios hoteleiros. Trata-se de um antigo campo de férias, o Colonia Medail, que foi retirado do abandono e totalmente renovado. Um novo edifício foi adicionado, e estruturas temporárias aumentaram em 90 lugares o restaurante e uma consigna para os atletas. A vila oferece serviços reduzidos e abriga biatletas, esquiadores acrobáticos e competidores de snowboard.
A vila olímpica de Sestriere, em 7,5 hectares, consiste em 750 apartamentos e quartos distribuídos em três edifícios. Localizada a 120 quilômetros de Turim, é composta por duas torres pertencentes a empresas de turismo e um edifício adicional, o Mariani, construído especialmente para os Jogos. Uma ponte para pedestres liga a residência às pistas de esqui e os serviços oferecidos são semelhantes aos de Turim. A vila abriga esquiadores alpinos e de cross-country, atletas de bobsleigh, combinado nórdico, luge e skeleton, bem como saltadores de esqui.
As primeiras delegações chegaram em 31 de janeiro de 2006 e as últimas partiram em 28 de fevereiro. Após a partida, a vila de Sestriere retomou seu uso como alojamento de férias e o edifício Mariani foi convertido em moradias.
Bardonecchia abriu o novo complexo para turistas. A vila olímpica de Turim deveria se tornar uma mistura de moradias e um espaço de pesquisa tecnológica, mas permaneceu vazia devido à crise econômica de 2008 até 2013, quando cerca de cem migrantes e refugiados da África, a maioria empregados na Líbia no início da guerra civil e chegados por Lampedusa, se mudaram após a interrupção abrupta do plano governamental de alojamento temporário Emergency North Africa. Em 2016, seu número subiu para 1.100 pessoas.

### Vancouver 2010
Os Jogos Olímpicos de Inverno de 2010 têm duas vilas principais. A primeira está em Vancouver, a sudoeste de False Creek, em um antigo terreno industrial abandonado, enquanto a segunda está na entrada do vale Cheakamus em Whistler, no lugar do antigo aterro municipal.
A escolha do bairro é motivada pela vontade de reabilitar False Creek e transformá-lo em uma vila dentro da cidade: após os Jogos, o bairro simboliza a renovação de Vancouver após a crise econômica mundial de 2008.
Todas as infraestruturas são novas e construídas de acordo com os padrões do certificado de alta qualidade ambiental LEED. As duas vilas garantem, portanto, um habitat para a fauna e a flora local, a eliminação de contaminantes da água e do solo, telhados verdes, programas de tratamento e utilização de águas pluviais e um sistema de aquecimento pelo tratamento de águas residuais. As duas vilas enfatizam a acessibilidade das infraestruturas, e seu programa destaca a arte e a cultura das Primeiras Nações. O muro da trégua, em particular, é constituído de pilares representando uma orca e um corvo gravados em placas de aço inoxidável seguindo a estética da arte aborígine, recriando em três dimensões o mural que adorna as medalhas olímpicas. O tempo máximo de trajeto de uma vila olímpica até um local de competição é de 20 minutos de carro, com uma média de 12 quilômetros de distância. O centro da cidade de Vancouver é acessível a pé para a vila local e de ônibus para as duas vilas. Os alimentos não utilizados pelos serviços de restauração da vila olímpica são doados a mercearias solidárias.
Na vila olímpica de Vancouver, em 6 hectares, 2.720 pessoas são alojadas em 1.100 apartamentos em edifícios residenciais. O local serve de alojamento para os atletas de curling, esqui acrobático, patinação, hóquei e snowboard. A vila de Whistler conta com 554 unidades habitacionais sob a forma de apartamentos, casas em filas e albergues, e acomoda 2.850 pessoas, incluindo os atletas de bobsleigh, luge e skeleton, bem como os competidores das disciplinas nórdicas e alpinas.
As primeiras delegações chegam em 4 de fevereiro de 2010 e as últimas partem em 3 de março. Após os Jogos, a vila olímpica de Vancouver é transformada em um espaço comunitário incluindo 250 habitações vendidas ou alugadas sob a forma de habitação social e um bairro comercial. A vila de Whistler é reconvertida em habitações sob o nome de bairro Cheakamus Crossing.

### Sóchi 2014
Os Jogos Olímpicos de Inverno de 2014 em Sochi têm duas vilas olímpicas principais. Cada uma delas tem seu próprio tema e é reconhecível por uma cor dominante; cada vila também tem um slogan, um motivo, pictogramas e objetos de lembrança próprios. Os dois locais têm ruas nomeadas em homenagem a atletas olímpicos e paralímpicos russos e soviéticos. Eles fornecem serviços idênticos e cada um tem um prefeito selecionado entre campeões de esportes russos. Os comitês nacionais olímpicos que têm atletas nas duas vilas podem escolher em qual delas desejam que a cerimônia de boas-vindas de sua delegação seja realizada.
A primeira é costeira e está localizada em Sochi, ao lado do Palácio de Gelo Bolshoi. Ela abriga 2.000 pessoas em 72 hectares em 47 edifícios de habitação novos. Seu tema é "Orgulho da Rússia" e sua cor dominante é o azul. Ela abriga os atletas de patinação e curling e celebra os avanços russos nos campos das artes, da ciência e da dança clássica. Os atletas da vila podem acessar os locais de competição a pé.
A segunda vila olímpica é na montanha: é a vila de Rosa Khutor em Krasnaya Polyana, ao lado do Parque Extremo. Projetada por Maxim Atayants, ela abriga 2.900 pessoas (para esqui alpino, bobsleigh, skeleton, esqui acrobático, combinado nórdico, salto de esqui e snowboard) em apartamentos e alojamentos hoteleiros distribuídos em cerca de cinquenta chalés de montanha novos. Sua cor dominante é o vermelho. Esta construção foi realizada apesar de um apelo do Greenpeace ao Comitê Olímpico Internacional. Uma terceira vila acolhe os esquiadores de cross-country e biatletas, ou seja, 1.100 pessoas, a cerca de um quilômetro do centro de Rosa Khutor. Ela é decorada com personagens folclóricos russos e associada à cor violeta.
As primeiras delegações chegaram em 24 de janeiro de 2014, embora a vila tenha sido inaugurada oficialmente em 30 de janeiro, e as últimas deixaram o local em 26 de fevereiro. Em Rosa Khutor, os alojamentos foram transformados em hotéis e moradias, enquanto a vila costeira se tornou um bairro residencial.

### Pyeongchang 2018
Os Jogos Olímpicos de Inverno de 2018 têm duas vilas principais, uma em Pyeongchang e a outra em Gangneung. Todas as arquiteturas são novas e solicitadas pelos prefeitos locais, em Pyeongchang para atender a uma escassez de moradias e em Gangneung para revitalizar uma área pouco desenvolvida da cidade. A construção das vilas começou em 2015 e foi concluída em dezembro de 2017. As duas vilas são divididas em uma zona residencial e uma praça da vila que oferece serviços aos atletas, incluindo um centro de cultura coreana.
A vila olímpica de Pyeongchang está localizada na estação de esportes de inverno de Yongpyong. Ela acomoda 3.894 pessoas em 600 apartamentos de três a cinco quartos distribuídos em oito edifícios de 15 andares. Três centros para residentes oferecem serviços diários, e um dos centros está aberto permanentemente. O espaço de refeições está aberto continuamente e possui uma seção reservada para especialidades coreanas. A vila abriga atletas dos esportes de neve e do bobsleigh, luge e skeleton.
A vila olímpica de Gangneung está localizada no bairro de Yucheon em Gangneung. Ela acomoda 2.900 pessoas em 922 apartamentos de três quartos distribuídos em nove edifícios de 22 a 25 andares. Como na outra vila olímpica, há vários centros para residentes (quatro aqui), sendo um aberto permanentemente, e um restaurante aberto continuamente. A vila abriga patinadores, jogadores de hóquei e praticantes de curling. Três artistas que participaram de Jogos Olímpicos anteriores visitaram a vila de Gangneung e supervisionaram a criação de quinze quadros coletivos, uma por dia, representando as quinze disciplinas do programa dos Jogos, por 111 atletas de 39 países. Além disso, os atletas podem ir ao correio para fazer selos personalizados com sua imagem.
Os residentes das vilas podem participar de várias atividades culturais. O Ano Novo Lunar ocorre durante o período dos Jogos e muitas atividades são oferecidas para a ocasião. O filme "Olympic Dreams" é o primeiro filme rodado em uma vila olímpica durante os Jogos. Assim como no Rio dois anos antes, um memorial e um local de reflexão em homenagem às pessoas que morreram durante os Jogos foram inaugurados na vila de Pyeongchang.
As primeiras delegações chegaram em 1º de fevereiro de 2018 e as últimas partiram em 28 do mesmo mês. Após os Jogos, os dois alojamentos foram transformados em habitações privadas e colocados à venda.

### Pequim 2022
Os Jogos Olímpicos de Inverno de 2022 têm três vilas diferentes: uma na cidade, uma em Yanqing e uma em Zhangjiakou. A vila de Yanqing possui 1.430 camas.
As vilas são totalmente alimentadas por eletricidade solar. Elas também são cercadas por neve artificial, assim como os locais de competição; Pequim afirma que essa prática é ecológica e neutra em carbono, mas especialistas criticam o consumo de água necessário para essas decorações.
Elas são completamente fechadas para o resto da cidade para respeitar restrições sanitárias estritas, incluindo para os voluntários e o pessoal da vila. Um hospital recebe pessoas com Covid e hotéis reservados a eles permitem o isolamento de casos positivos assintomáticos. Vários atletas se queixam, no entanto, de serem transportados de um hotel para outro durante seu isolamento, às vezes no meio da noite, e acham a atmosfera angustiante.
Os quartos são mobiliados com camas ajustáveis, que permitem, entre outras coisas, adotar uma posição de gravidade zero como os astronautas. Quartos semelhantes são oferecidos na forma de cabines de soneca aos jornalistas da vila. No refeitório, as mesas são separadas por plexiglass e os pratos são preparados e servidos por robôs. KFC e Pizza Hut também têm seus próprios restaurantes lá. Os atletas podem fazer aulas de artes marciais chinesas, Tai Chi e Qi Gong.

### Milão-Cortina 2026
Vila Olímpica de Milão está a ser construída no distrito de Scalo Porta Urbana. A Vila Olímpica de Cortina também está planejada para ser construída em Fiame, uma pequena vila localizada a cerca de cinco quilômetros do centro de Cortina d'Ampezzo. Outras duas vilas foram planejadas perto dos clusters de Valtellina e Val di Fiemme. As obras estão programadas para começar este ano na antiga estação ferroviária de Porta Romana. Após os Jogos, a Vila Olímpica será transformada em um bairro residencial, oferecendo diversas opções de moradia, incluindo habitação social e acessível, além de outras acomodações.

## Sexualidade
As Olimpíadas são um evento grandioso que reúne atletas de todo o mundo em uma celebração do esporte, da competitividade e da união global. No entanto, há um aspecto das Olimpíadas que muitas vezes fica fora dos holofotes: a vida nas vilas olímpicas e as questões de sexualidade que surgem nesse ambiente único. 
Uma das causas do aumento da libido dos atletas poderia ser a liberação alta de testosterona após exercícios físicos.  Em suma, as vilas olímpicas são microcosmos onde a sexualidade e as relações humanas se manifestam de maneiras diversas e, às vezes, controversas. Embora muitos aspectos da vida nas vilas olímpicas permaneçam privados, os escândalos e questões de sexualidade que emergem nesses ambientes refletem a complexidade e a humanidade dos atletas que, apesar de suas habilidades extraordinárias, são, em última análise, pessoas como qualquer outra.
As vilas olímpicas são verdadeiras cidades temporárias, construídas para abrigar milhares de atletas, treinadores e equipe técnica durante os Jogos. Essas vilas oferecem uma estrutura completa, com acomodações, restaurantes, áreas de lazer e centros de saúde. No entanto, a convivência tão próxima de pessoas jovens, saudáveis e muitas vezes no auge de sua forma física cria um ambiente onde a sexualidade pode se manifestar de forma intensa.
Não é novidade que as vilas olímpicas têm uma reputação de serem locais onde ocorrem muitos encontros sexuais. Em várias edições dos Jogos, foram relatados casos de distribuição massiva de preservativos entre os atletas. Por exemplo, nas Olimpíadas de Londres 2012, foram distribuídos mais de 150 mil preservativos. Já nos Jogos do Rio 2016, esse número aumentou para 450 mil, refletindo a preocupação com a saúde sexual e a prevenção de doenças. Para a distribuição de preservativos a organização dos jogos contabilizou que cada atleta possivelmente transaria até seis vezes por dia nesta edição.
Entretanto, essa liberdade sexual também pode levar a escândalos. Em Sydney 2000, houve relatos de festas selvagens e comportamento inadequado por parte de alguns atletas. Em Sochi 2014, durante os Jogos de Inverno, surgiram rumores de encontros secretos e relacionamentos entre atletas de diferentes países, o que gerou um burburinho na mídia.
Além disso, questões de orientação sexual e identidade de gênero também vêm ganhando destaque nas vilas olímpicas. Atletas LGBTQ+ têm encontrado um espaço cada vez mais acolhedor e inclusivo, embora ainda enfrentem desafios e preconceitos. A presença de atletas abertamente gays, lésbicas, bissexuais e transgêneros nas Olimpíadas de Tóquio 2020 foi um marco importante para a visibilidade e aceitação dessas identidades no mundo do esporte.
Os escândalos, por sua vez, não se limitam apenas a questões de comportamento sexual. Em muitas ocasiões, houve denúncias de abuso sexual por parte de treinadores e membros da equipe técnica. Um dos casos mais notórios foi o do médico Larry Nassar, que abusou de centenas de ginastas nos Estados Unidos, incluindo atletas olímpicas. Esse caso chocou o mundo e trouxe à tona a necessidade de medidas mais rigorosas para proteger os atletas.